# Józef Piłsudski
Józef Klemens Piłsudski ( [ˈjuzɛf piwˈsutskʲi]; 5. prosince 1867 Zułów – 12. května 1935 Varšava) byl polský socialistický aktivista, bojovník za nezávislost, politik, státník, náčelník státu v letech 1918–1922, vrchní velitel polských ozbrojených sil od 11. listopadu 1918, první maršál Polska od 19. března 1920, dvojnásobný premiér Polska (1926–1928 a 1930), tvůrce tzv. sanačních vlád za druhé Polské republiky vzniklých v roce 1926 po květnovém převratu a spoluzakladatel Polské socialistické strany (pol. Polska Partia Socjalistyczna – PPS) a Bojové organizace PPS (pol. Organizacja Bojowa PPS).
V mládí, během svých podzemních aktivit, byl znám pod pseudonymy Wiktor a Mieczysław, mezi jeho stoupenci, obzvlášť z období služby v Polských legiích, se užívaly přídomky Komendant (velitel), Dziadek (dědeček), Marszałek (maršál) a Ziuk.

## Dětství a mládí
Józef Piłsudski z rodu Piłsudských se narodil 5. prosince 1867 na panském sídle Zułów (rus. Зулов) poblíž vesnice Zułowo (lit. Zalavas; rus. Залавас) ve Vilenské gubernii Ruského impéria, do rodiny s vlasteneckými tradicemi. Otec, Józef Wincenty (1833–1902), byl v době lednového povstání v roce 1863 okresním komisařem Národní vlády v Kovenské gubernii, matka, Maria z Billewiczů (1842–1884), pocházela ze známého šlechtického rodu Mogiła. Rodiče se vzali těsně před povstáním (23. dubna 1863).
Po porážce povstání, prchaje před ruským pronásledováním, Piłsudski utekl ze Žmudi do Litvy, kde několikrát změnil místo pobytu. Teprve na podzim nebo v zimě roku 1863 se novomanželé usadili ve věnném městě Zułów.
Józef Wincenty Piłsudski měl kladný vztah k industrializaci. Podstoupil majetky ženy (Adamowo, Suginty, Tenenie, Zułów, celkem asi 12 000 ha) důkladné modernizaci a přivedl odborníky, a to i ze zahraničí. Na břehu Mery postavil velký třípatrový mlýn, velký lihovar, výrobnu kvasnic, cihelnu a výrobnu terpentýnu. Nechal postavit i nové panské sídlo.
V Zułówu se 5. prosince 1867 narodil Józef Klemens Piłsudski. Byl čtvrtým dítětem v řadě – v roce 1864 se narodila Helena, v roce 1865 Zofia a v roce 1866 Bronisław. Po Józefovi, kterému se v rodině říkalo Ziuk (obdoba českého Pepy), se narodili ještě Adam, Kazimierz, Maria, Jan, Ludwika, Kacper a dvojčata Piotr a Teodora (zemřela ve věku 1,5 roku).
Józef byl pokřtěn 15. prosince 1867 v římskokatolickém kostele knězem Tomaszem Wolińským. Jeho kmotrem byl Józef Marcinkowski a kmotrou Konstancja Rogalska.
Maria Piłsudska vychovávala své děti v hluboce vlasteneckém duchu a dbala i na jejich vzdělání. Děti učili na sídlo přivedení učitelé. Jazyky učily dvě chůvy, Němka a Francouzka.
Neúspěšná investiční aktivita otce vedla ke zkáze jemu svěřených majetků. Rodinné problémy prohloubil požár, po kterém se v roce 1874 Piłsudští přestěhovali do Vilna (pol. Wilno; rus. Вильна; lit. Vilnius), kde žili v tvrdých hmotných podmínkách.

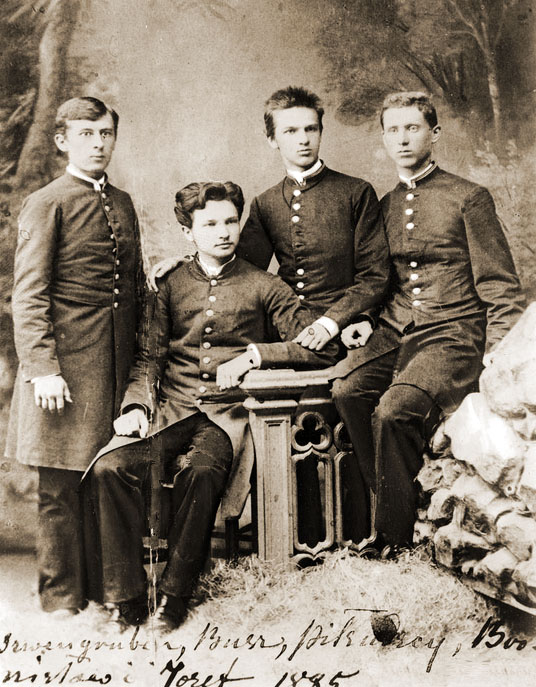
Fotografie členů samovzdělávacího kroužku Spójnia z roku 1885 (Józef Piłsudski sedící třetí zleva)

Zde se v roce 1877 Józef spolu s bratrem Bronisławem zapsal na studia na I. Vilenském gymnáziu, nacházejícím se v budově bývalé univerzity. Na gymnáziu byli bratři spolu s dalšími studenty podrobeni intenzivní rusifikaci. V roce 1882 oba bratři (spolu s dalšími kamarády) založili samovzdělávací kroužek Spójnia (čes. Pouto), zabývající se získáváním polských knížek z Varšavy.

### Studium v Charkově
V září roku 1884 zemřela po léta těžce nemocná Maria Piłsudska. O rok později Józef odmaturoval (nejlepší hodnocení z historie – dvojka a geografie – jednička, nejhorší z jazyků s výjimkou francouzštiny). Na podzim započal studium medicíny na Charkovské univerzitě. Tam začal s podzemní činností ve studentských organizacích bojujících za nezávislost, kde narazil mj. na široké kruhy lidí spojených s ruskou revoluční organizací Svoboda lidu (rus. Народная воля; pol. Wola Ludu) jejíchž několika setkání se zúčastnil. Ve dnech 2. a 3. března 1886 se zúčastnil studentské demonstrace při příležitosti 25. výročí zrušení nevolnictví, poté byl společně s více než 150 dalšími zadržen carskou policií. Po dokončení prvního ročníku se pokusil na jaře 1886 přestoupit na univerzitu v Dorpatu (rus. Дерпт), kam ho ale odmítli přijmout z důvodu jeho předchozí opoziční činnosti.

### Zatčení a exil
Dne 22. března 1887 byl Józef Piłsudski zatčen pro podezření z účasti na spiknutí proti carovi, jehož původci byli členové Teroristické frakce Svobody lidu (pol. Frakcja Terrorystyczna Narodnej Woli). Piłsudski nevědomky pomohl atentátníkům, mj. tím, že dělal průvodce Vilnem jednomu z nich, snažícímu se získat jed potřebný k zabití cara Alexandra III. Naopak Bronisław se do celé věci zapojil mnohem více. Na začátku dubna 1887 byl Józef Piłsudski převezen do Petropavlovské pevnosti a poté do vyšetřovací věznice v Petrohradě. Ačkoliv bylo s Józefem nakonec zacházeno jako se svědkem v procese spiklenců, byl stejně 1. května 1887 odsouzen do vyhnanství v hloubi Ruska na dobu pěti let.
Na začátku října roku 1887 dorazil Piłsudski spolu s dalšími odsouzenými do Irkutska, kde měl čekat na převoz do cílového místa výkonu trestu – do Kyrenska. Dne 1. listopadu v irkutském vězení vypukla vězeňská vzpoura, na které se Piłsudski přímo nepodílel, ale byl brutálně zbit vojáky. Přišel o dva přední zuby a byl za údajný podíl na vzpouře odsouzen na dalších šest měsíců vězení.
Do Kyrenska Piłsudski dorazil 23. prosince 1887 a zůstal tam až do července roku 1890. Setkal se tam s jinými odsouzenými Poláky, bývalými lednovými povstalci. Přebýval v domě socialisty Stanisława Landyho, kde se seznámil s Leonardou Lewandowskou (švagrovou Landyho), svou první láskou. Na počátku srpna roku 1890 byl Piłsudski přesunut do nevelké vsi Tunka (rus. Тунка). Zde byly životní podmínky snesitelnější než v Irkutsku.

## Polská socialistická strana
Do Vilna se Piłsudski vrátil 1. července 1892. Tam vstoupil do socialistického hnutí, kde byl ze začátku vilenským zpravodajem podzemního časopisu Przedświt (čes. Úsvit), psal pod pseudonymem Rom. Od února roku 1893 se jako součást PPS podílel také na práci tzv. Litevské sekce PPS, sdružující krom něho i další aktivisty z Vilna. V této době udržoval kontakty s členy Zahraničního svazu polských socialistů (pol. Związek Zagraniczny Socjalistów Polskich).
V květnu roku 1893 vydal jménem PPS prohlášení, směřované na soudruhy socialisty-Židy v polských provinciích, v němž obvinil Židy ze zavedení ruštiny v Litvě jakožto kulturního nástroje, což vzbudilo nechuť polského i litevského proletariátu, který žádal o přerušení rusifikace země.
V roce 1894 byl zvolen zástupcem Litevské sekce v nově vzniklém Ústředním výboru dělníků PPS (pol. Centralny Komitet Robotniczy PPS – CKR PPS) a stal se šéfredaktorem Robotnika (čes. Dělník). Při práci na těchto novinách a také na jednáních Ústředního výkonného výboru (pol. Centralny Komitet Wykonawczy – CKW) se seznámil s budoucím prezidentem druhé republiky, Stanisławem Wojciechowským. Vzhledem k zatčením a cestám aktivistů, byl Piłsudski v této době jediným členem CKW vykonávajícím svou funkci bez přerušení. V rámci strany se zabýval především prací na vydávání novin, ale také zabezpečováním peněz na další činnost, což souviselo s množstvím cest.

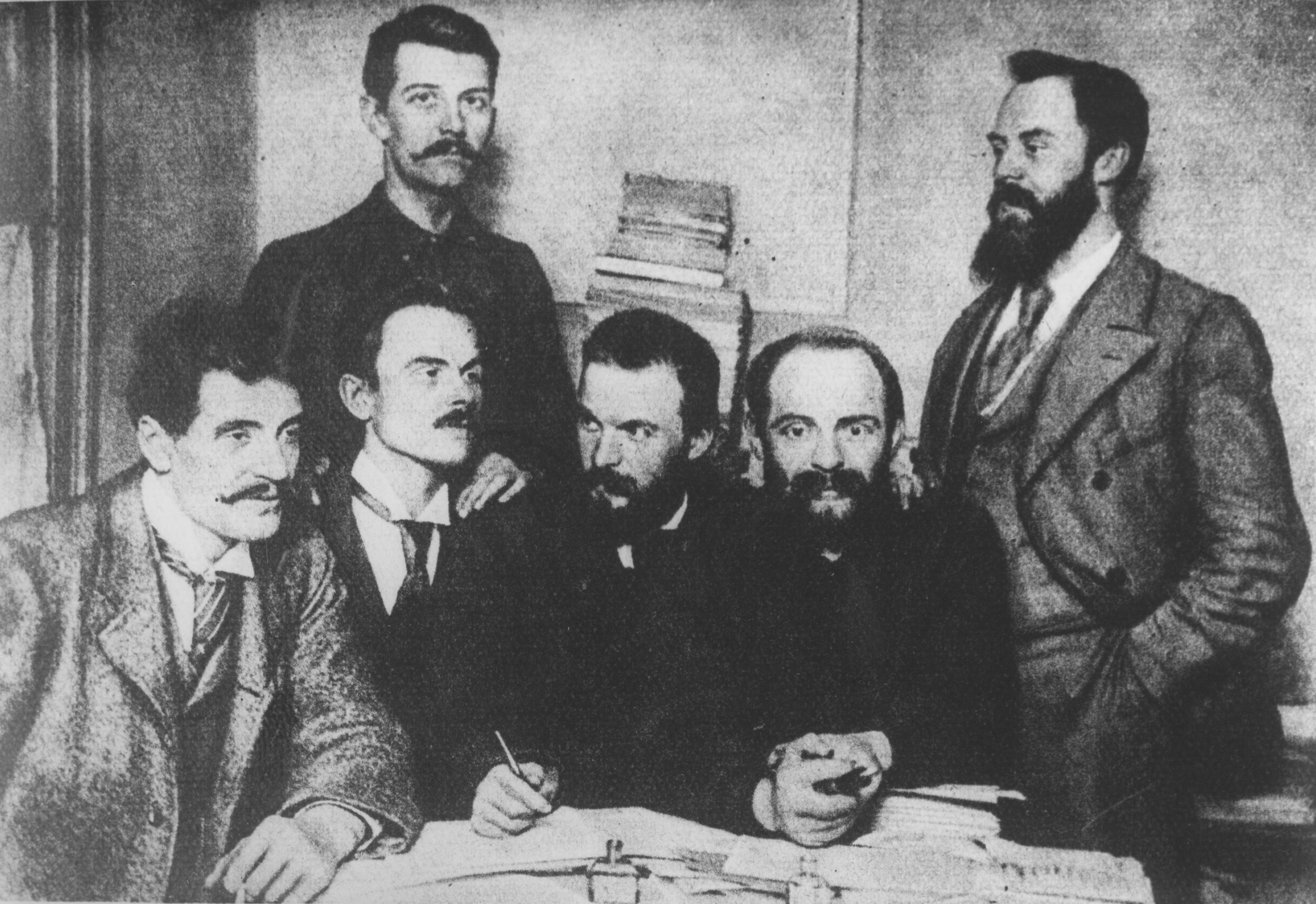
Delegáti PPS na kongresu Druhé internacionály v roce 1896 (Józef Piłsudski sedící třetí zleva)

Od května do srpna roku 1896 přebýval Piłsudski v Londýně, jako představitel CKR PPS na IV. kongresu II. internacionály (kromě něj v zastoupení Polska pod záborem zasedali také Ignacy Daszyński, Ignacy Mościcki, Bolesław Jędrzejowski a Aleksander Dębski). Spolu s nimi naplánoval hlasovat za podporu boje za nezávislost Poláků ze strany delegátů. Rozhodnutí podpořili mj. Karl Liebknecht a Karl Kautsky, ale Rosa Luxemburgová byla proti. Nakonec byl text dokumentu pozměněn na méně rozhodný, což vyvolalo odpor Piłsudského.

### Vydavatelská činnost a sňatek
Po návratu do země se zaměřil na vydavatelskou práci. Mj. v roce 1898 vydal stranou ukradenou tajnou brožuru, jejímž autorem byl varšavský generální guvernér Alexandr Imeretinskij. Piłsudski ji sám přeložil a přidal do ní komentáře. Byl to značný úspěch, vzhledem k tomu, že brožura obsahovala popis metod používaných ruskou tajnou službou. Tato akce PPS byla jedním z hlavních důvodů odvolání Imeretinského carem.
V roce 1899 se Piłsudski oženil s Marií Juszkiewiczowou (rozenou Koplewskou), aktivistkou PPS, nazývanou členy strany Piękna Pani (čes. Krásná paní). Juszkiewiczowá patřila k evangelicko-augsburské církvi, pročež změnil Piłsudski vyznání, aby si ji mohl vzít. Konvertoval k luteránství 24. května v Lomži a svatba se konala 15. července 1899 v kostele ve vsi Paproć Duża.

### Další zatčení a útěk

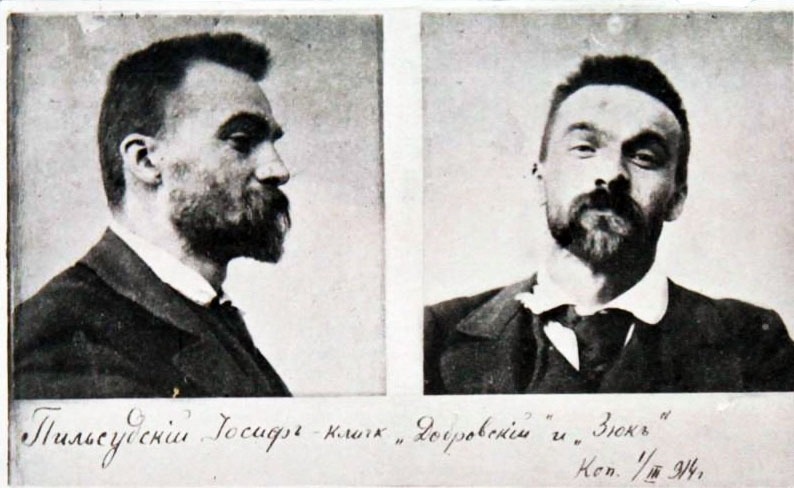
Fotografie Piłsudského pořízené po jeho zatčení Ochrankou roku 1900

Novomanželský pár se přestěhoval do Lodže (pol. Łódż), kde v ulici Wschodnia 19/4 vedl Piłsudski, vydávající se za právníka, v prvním patře tajnou tiskárnu Robotnika. Na začátku roku 1900 se zintenzivnilo zatýkání a prohlídky v domovech osob podezřelých z podzemní činnosti. V noci z 21. na 22. února 1900, po odhalení vydavatelství, byl Piłsudski opět zatčen. Předběžné šetření bylo provedeno v Lodži, ale 17. dubna byl uvězněn v cele č. 39, v X. pavilonu Varšavské citadely. Tam čekal na soudní proces, ve kterém byl obviněn nejen z distribuce nelegálního tisku a literatury, ale také z podílu na vraždě dvou špionů. Ve vězení začal simulovat duševní onemocnění. Posudek o duševní poruše, projevující se mj. odporem k lidem oblečených v uniformách, mu vystavil ředitel varšavské nemocnice pro duševně choré Ivan Sabašnikov, kterému Piłsudski učaroval dlouhou rozmluvou o kráse Sibiře (ředitel byl původem Burjat). Poté byl převezen k dalšímu vyšetření do sankt-petěrburské nemocnice sv. Mikuláše, odkud se mu – s pomocí polského lékaře-aktivisty PPS Władysława Mazurkiewicze – podařilo 14. května 1901 utéct (útěk zorganizoval Aleksandr Sulkiewicz). Tím si vysloužil uznání soudruhů z PPS. V roce 1902 byl zvolen do rozšířeného CKR.

## Pokusy o zorganizování vojenských jednotek
Po krátkém pobytu v Londýně se Piłsudski vrátil do země, ale našel stranické struktury slabé a kasu prázdnou. V krátkém čase začal s rozhodnými kroky s cílem napravit situaci a zradikalizovat aktivity organizace. Od roku 1902 se začal vydávat nový časopis Walka (čes. Boj).

### Výprava do Japonska
V únoru roku 1904, pod vlivem vývoje situace na Dálném východě, začal Piłsudski uvažovat o zorganizování tajných bojových jednotek. V průběhu rusko-japonské války (1904–1905), toužíce využít potíží carského režimu, navázali aktivisté PPS neoficiální kontakty s představiteli jiných uskupení bojujících za nezávislost, mj. s Národní demokracií (pol. Narodowa Demokracja). V rozhovorech s Romanem Dmowským působili jako prostředníci Zygmunt Balicki a Stanisław Grabski. Socialisté prosazovali vytvoření polských legií v Japonsku, složených z Poláků dezertujících z ruské armády. Aktivisté národního hnutí se k tomu však stavěli velmi skepticky. PPS se pokoušela navázat kontakty s japonským velvyslanectvím v Londýně a Paříži, navrhujíce dodat jim zpravodajské informace výměnou za podporu v otázce polské nezávislosti na budoucí mírové konferenci. To se však nepodařilo a PPS se rozhodla vyslat do Tokia Piłsudského a Tytuse Filipowicze.
Přes Londýn, New York, San Francisco, Vancouver a Honolulu dosáhli vyslanci PPS Tokia, hlavního města Japonského císařství. Navštívili tam mj. generální štáb, kde japonské vládě předložili návrh na stálé dotování bojové organizace při PPS, dodávky zbraní, vynesení polské otázky na světlo mezinárodní scény a vytvoření polské legie na území Japonska. Japonskou vládu reprezentoval generál Acuši Murata (jap. 村田惇), který okamžitě odmítl myšlenku vytvoření polských vojenských jednotek. Z pohledu Japonců nebyl postoj Poláků jednotný, neboť v té samé době byl v Tokiu Roman Dmowski, který vyobrazil PPS jako okrajovou skupinu, zabývající se pouze situací polských zajatců z ruské armády držených v japonských táborech. Dmowski a Piłsudski se dokonce setkali, ale obsah jejich rozhovoru není zcela znám. Poté předložil vůdce Národní demokracie japonskému ministerstvu zahraničních věcí memorandum, ve kterém odrazoval od zapojení se do vojenské spolupráce s Poláky.
Vztahy Polské socialistické strany s Japonci zahrnovaly poskytování informací o politické a vojenské situaci v Rusku výměnou za peníze a možnost nákupu zbraní určených pro revoluční akce v Polském království. Spolu se svými nejbližšími spolupracovníky udržoval Piłsudski důvěrné kontakty s japonskou vojenskou policií Kempeitai.

## Organizace milicí a polovojenských jednotek

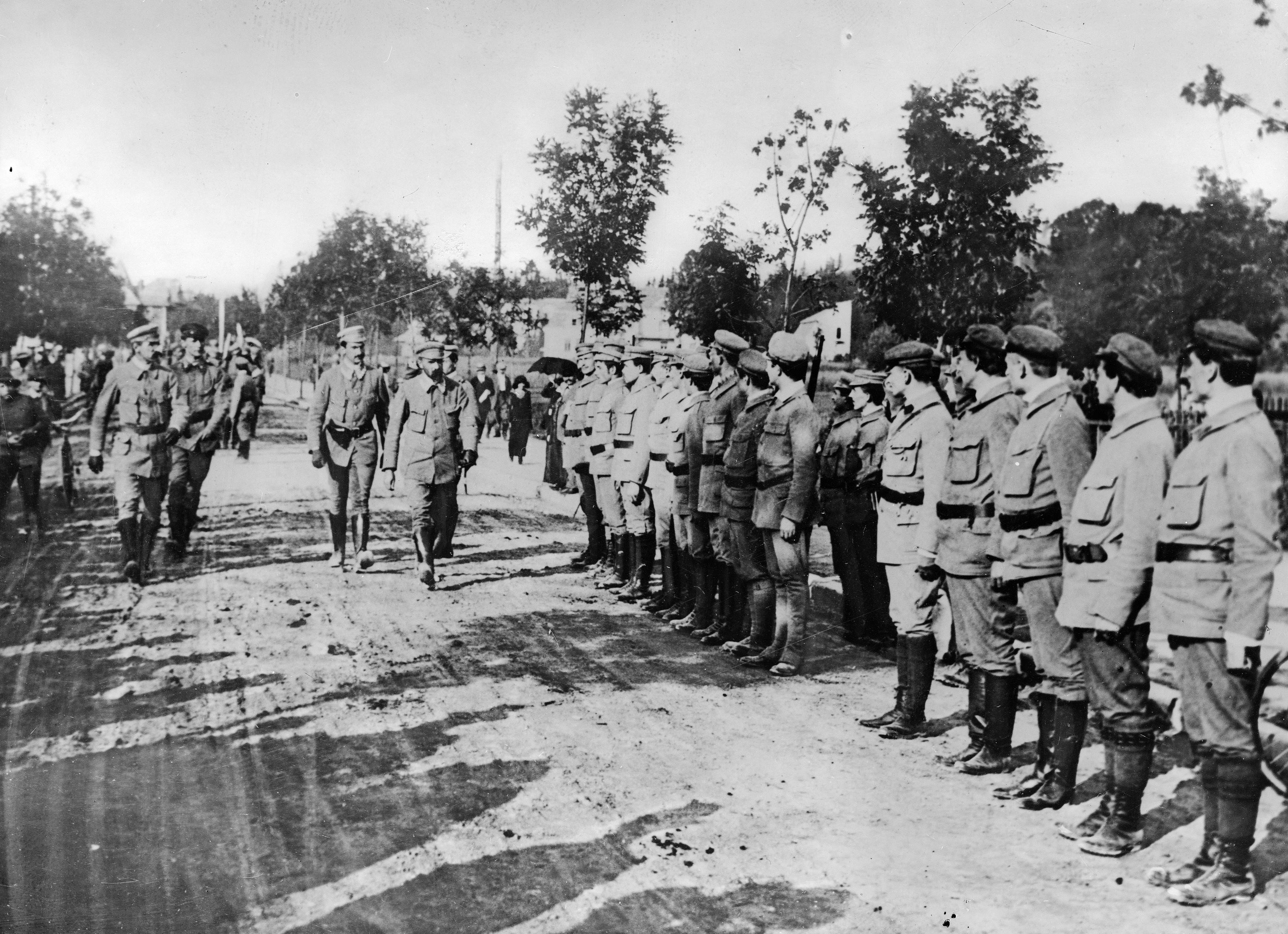
Józef Piłsudski před nastoupenými příslušníky Střeleckého svazu (srpen 1913)

Po návratu do země prosazoval Piłsudski na konferenci CKR v Krakově započetí radikálních politických a bojových akcí. Naplánoval přípravu a vzplanutí povstání. Výsledkem této aktivity byla demonstrace 13. listopadu 1901 na varšavském náměstí Grzybowského (pol. Plac Grzybowski), která se zvrhla v pouliční nepokoje.
Po vypuknutí ruské revoluce (1905–1907) vytvořil Piłsudski Konspiračně-bojovou organizaci (pol. Organizacja Spiskowo-Bojowa), a poté Bojovou organizaci PPS, k boji s okupanty a ochraně mnohých tehdy demonstrujících pracujících. V krátké době vzrostl počet bojovníků na dva tisíce. Prováděli atentáty na carské úředníky, útoky na gubernské pokladny a vlaky přepravující peníze. K nejslavnějším akcím Bojové organizace PPS patří: osvobození deseti k smrti odsouzených vězňů z Pawiaku, tzv. krvavá středa (zkoordinované atentáty na carské úředníky v 19 městech Polského království) a akce u Rogówu (přepadení vlaku), provedená Józefem „Montwiłłem“ Mireckým. Propaganda Národní demokracie očernila aktivity PPS a označila je za obyčejné bandity.

### PPS – Revoluční frakce
V listopadu roku 1906 došlo ve Vídni k rozkolu v PPS. Piłsudski stanul v čele PPS – Revoluční frakce (Frakcja Rewolucyjna – FR), do které přešla většina členů Bojové organizace PPS a tzv. staří. Brzy se PPS-FR začala potýkat s finančními problémy, jejichž východiskem se stalo vyvlastňování.
Dne 26. března 1908 provedla Bojová organizace PPS úspěšnou akci u Bezdonysu (pol. Bezdany; lit. Bezdonys; rus. Бездонис) – útok na poštovní vůz vlaku projíždějícího přes stanici v Bezdonysu, vzdálenou 25 km od Vilna. Útočníci ukořistili přes 200 tisíc rublů. Peníze posloužily ke splacení dluhů organizace a k podpoře vězňů a jejich rodin.
Více méně v této době se Piłsudski, prožívající již delší čas hlubokou manželskou krizi, seznámil s Aleksandrou Szczerbińskou. Z jejich neformálního vztahu se narodily dvě dcery – Wanda v roce 1918 a Jadwiga v roce 1920. Neformální status vztahu trval až do roku 1921, kdy 17. srpna zemřela jeho první manželka Maria, což Piłsudskému umožnilo se 25. října 1921 znovu oženit.

### Svaz aktivního boje
V posledních červnových dnech roku 1908 vznikl ve Lvově z Piłsudského iniciativy podzemní Svaz aktivního boje (pol. Związek Walki Czynnej – ZWC), vedený Kazimierzem Sosnkowským – v té době instruktorem Bojové organizace PPS. ZWC byl spojen s PPS-FR, ale snažil se přesahovat stranické rozdělení – připojily se k němu jiné, převážně nevelké, organizace bojující za nezávislost, proto se v jeho řadách nacházel mj. Władysław Sikorski. Předpisy ZWC byly zbaveny stranické rétoriky – v pojetí Piłsudkého měl Svaz být jádrem budoucí polské armády. V srpnu roku 1909 byl Piłsudski opět mezi zvolenými na sjezdu CKR PPS ve Vídni, čímž se stal osobou, jejíž vliv byl na činnost strany rozhodující. Piłsudski byl v té době hlavním tvůrcem protiruské orientace, plánujíce s pomocí Rakouska-Uherska získat pro Polsko nezávislost (své postuláty shrnul v Praktických úkolech revoluce v ruském záboru – pol. Zadania praktyczne rewolucji w zaborze rosyjskim), na rozdíl od Národní demokracie, která chtěla nejprve sjednotit polské země ze všech záborů pod vládu cara, a poté se snažit o osamostatnění. V průběhu času vázal ZWC své aktivity na takové organizace jako Střelecký svaz (pol. Związek Strzelecki) ve Lvově, Tovaryšstvo „Střelec“ (pol. Towarzystwo „Strzelec“) v Krakově a Polské střelecké družiny (pol. Polskie Drużyny Strzeleckie).
V roce 1912 byl Piłsudski zvolen velitelem Hlavního střeleckého svazu (pol. Glówny Związek Strzelecki) a přijal pseudonym Mieczysław. Velitelem jeho štábu se stal Kazimierz Sosnkowski.

## První světová válka
V období předcházejícím vypuknutí první světové války se Piłsudski podílel na organizaci různých polovojenských skupin v Haliči. Na sjezdu stoupenců aktivního boje 25. srpna 1912 v Zakopaném byl iniciátorem vytvoření Polské státní vojenské pokladny (pol. Polski Skarb Wojskowy). Dne 1. prosince 1912 tváří v tvář vypuknuvší první balkánské války jmenoval Dočasný výbor konfederovaných stran bojujících za nezávislost (pol. Komisja Tymczasowa Skonfederowanych Stronnictw Niepodległościowych – KTSSN) Piłsudského vrchním velitelem ozbrojených sil. V roce 1913 zorganizoval v Stróżi poblíž Limanowé kurz důstojnické školy Střeleckého svazu. Zde působil jako jeden z lektorů, publikoval též později pod pseudonymem Z. Mieczysławski Vojenskou geografii Polského království (pol. Geografie militarna Królestwa Polskiego), ve které analyzoval rozmístění ruských vojsk v polských zemích v perspektivě možných vojenských aktivit.
Na začátku roku 1914 přebýval Piłsudski ve Švýcarsku, Francii a Belgii, kde navštěvoval v exilu vytvořené střelecké jednotky. Měl zde též sérii přednášek na téma lednového povstání (v té době vyšla v Poznani jeho práce pod názvem 22. ledna 1863 – pol. 22 stycznia 1863) a problémů při utváření polských ozbrojených sil. Také měl tehdy předpovědět průběh nadcházející války.

### Polské legie
Dne 28. července 1914 vypukla rakousko-srbská válka, která dala začátek první světové válce. Již následujícího dne vydal Piłsudski první mobilizační rozkazy. Dne 31. července Marian Januszajtis-Żegota konečně podřídil Polské střelecké družiny ve Lvově jeho velení. Pod záštitou Rakouska vznikla 3. srpna na krakovských Błoniach ze „Střelce“, „Sokola“ (pol. Sokół) a Bartoszowých družin (pol. Drużyny Bartoszowe) 1. kádrová rota (pol. I Kompania Kadrowa). Ta sestávala ze 144 vojáků vedených Tadeuszem Kasprzyckým. Piłsudski ji považoval za kovárnu kádrů pro budoucí polské vojsko. Rota vyrazila 6. srpna směrem na Miechów, vyvracejíc po cestě v Michałowicích ruské hraniční sloupy.
Dne 12. srpna 1914, po vkročení legií do Kongresového Polska, vydal Piłsudski prohlášení, ve kterém se prohlásil velitelem polských vojsk, podléhajících ve Varšavě vzniklé Národní vládě. Šlo o čistě diverzní akci, mající za cíl podnítit povstání v ruském záboru (ve skutečnosti výše jmenovaná vláda nikdy nevznikla). Piłsudského jednotky ale nebyly nijak nadšeně přivítány – byly vnímány jako skupina nezodpovědných lidí, rebelů a uzurpátorů.
Onoho dne také došlo k vážné krizi – zklamané rakouské orgány zažádaly Piłsudského o rozpuštění střeleckých jednotek nebo jejich začlenění do pravidelných jednotek do 48 hodin. Sám Piłsudski tvrdil, že si prostřelí mozek, pokud toto nařízení vstoupí v platnost. Existují spekulace, že se 13. srpna v domě Felikse Przypkowského v Jędrzejowě neúspěšně pokusil o sebevraždu, o čemž by mohla svědčit díra po kulce v šatníku v jeho pracovně. Avšak z dalších nálezů vyplynulo, že se jednalo o nehodu při čištění zbraně.

Józef Piłsudski se svým štábem v Kielcích (srpen 1914)

V Kielcích obyvatelstvo v panice před přicházejícími legionáři zavíralo dveře a okna. V takové situaci jmenovali prorakousky orientovaní politici (haličští národní demokraté a konzervativci) na 16. srpna 1914 v Krakově Nejvyšší národní výbor (pol. Naczelny Komitet Narodowy – NKN), kterému od té chvíle měly podléhat polské jednotky. Navíc, velmi nespokojené s akcemi Piłsudkého bylo rakouské vojenské velení. Bylo mu hrozeno odvoláním a začleněním Poláků do císařsko-královské armády. V této situaci zahájil jednání s členy Nejvyššího národního výboru – došlo k uzavření dohody, ve které Piłsudski rezignoval na ideu jmenování Národní vlády výměnou za ponechání velení nad již existujícími střeleckými družinami v jeho rukách. Bylo stanoveno, že svrchovanost nad v budoucnu vznikajícími polskými legiemi bude mít Výbor, který byl místní parlamentní reprezentací. Bylo stanoveno vytvoření dvou legií – v západní a východní Haliči, do kterých budou z císařsko-královské armády převeleni Poláci v hodnostech plukovníků a generálů.
Vzhledem k rozpuštění východní legie se Piłsudski nepodřídil doporučení NKN neverbovat do západní legie obyvatele Polského království. Dne 5. září 1914 vytvořil v Kielcích Polskou národní organizaci (pol. Polska Organizacja Narodowa), podporovanou německými vojenskými úřady. Nicméně, vzhledem k neúspěchům německých vojsk při pokusu o dobytí Varšavy, byl v listopadu roku 1914 Piłsudski donucen podřídit Polskou národní organizaci NKN. Zároveň v říjnu roku 1914 inicioval Piłsudski povstání Polské vojenské organizace (pol. Polska Organizacja Wojskowa – POW), tajného sdružení aktivního ve všech záborech, jehož se stal hlavním velitelem.
Po rozbití armády rakouského generála Dankla Ruskem byl Piłsudkému přikázán návrat do Haliče s 1. kádrovou rotou. Brzy však znovu vstoupil na půdu Kongresovky, prováděje rozhodné útočné operace proti ruským vojskům, na rozdíl od rakouské armády, chovající se velmi konzervativně. V době rozvinutí ofenzívy carských vojsk se Piłsudski rozhodl provést ústupový manévr, bez ohledu na rozkazy rakouského velení, přejíce si dosáhnout Krakova. Pod Ulinou Małou vykonaly Piłsudského jednotky riskantní manévr, prolomily obklíčení ruskými vojsky a později, 11. listopadu, dosáhly Krakova. O čtyři dny později byl Piłsudski jmenován brigadýrem a 22. června vyznamenán rakousko-uherským Řádem železné koruny (něm. Österreichisch-Kaiserlicher Orden der Eisernen Krone).
Dne 6. srpna 1915, na první výročí vypuknutí války, napsal do rozkazu vojákům:
| „                              | Rok tomu, co jsem s malou hrstkou lidí, špatně vyzbrojených a špatně vybavených, začal válku. Celý svět tehdy povstal do boje. Nechtěl jsem dovolit, aby v době, kdy se na živém těle naší Otčiny meči vyrábějí nové hranice států a národů, samotní Poláci při tom chyběli. Nechtěl jsem dopustit, aby na váhách osudu, vážících nad naši hlavami, na vahách, na které bylo meči házeno, chybělo polské šavle! Uběhl rok. Stal se z nás ten typ vojáka, kterého doposud Polsko neznalo. Ani odvaha, ani vojenské cetky nejsou našimi nejdůležitějšími rysy, nýbrž ten zvláštní klid a rovnováha v práci bez ohledu na nepřízeň osudu, která nás potkává… I teď, po roce války, stejně jako na začátku, jsme pouze vojenským předvojem Polska, a také jeho předvojem morálním, se schopností zariskovat vše, když je riziko nezbytné. | “ |
| — Wspomnienia (čes. Vzpomínky) | |   |

V druhé polovině srpna roku 1915 se Piłsudski objevil ve Varšavě, již okupované německými vojsky. Tam provedl mj. návštěvu jednotek POW (pod velením Tadeusze Żulińského), pomáhaje nakonec k začlenění varšavského praporu POW do 1. brigády. Zablokoval též nábor do legií, veda politiku „vyvlastnění“ – domáhaje se od německé a rakouské vlády souhlasu k vytvoření polské vlády a polské armády nenalézající se pod cizím velením.
Dne 27. února 1916 se Piłsudski v Karasinu (ukr. a rus. Карасин) navrátil k římskokatolickému vyznání. Akt zřeknutí se protestantismu, provedený skrze kaplana 1. pluku, knížete Henryka Ciepichałła, byl proveden v přísném utajení. Svědky této události byli Kazimierz Sosnkowski a Bolesław Wieniawa-Długoszowski.
Dne 9. července 1916 brigadýr Piłsudski rezignoval na velení, aby tak vyjádřil odpor vůči opovrhování legiemi a neuznávání jich za polské vojsko bojující za nezávislost. Byl odeslán na odpočinek, přičemž demise byla přijata až 26. září. Demise Piłsudského způsobila masové rezignace Poláků z vojenské služby. Mj. z toho důvodu vydali 5. listopadu Německé císařství a Rakousko-Uhersko prohlášení (tzv. Zákon 5. listopadu – pol. Akt 5 listopada) poprvé deklarující vznik nezávislého polského státu na území Ruského impéria okupovaném vojsky Centrálních mocností. Motivem prohlášení byla snaha získat milionovou polskou armádu jako spojence ve válce Německa a Rakouska-Uherska proti Rusku. Zákon 5. listopadu postavil otázku nezávislosti Polska na úroveň mezinárodního práva a přinutil Velkou Británii a Francii (které do té doby považovaly polskou otázku za vnitroruský problém) k vyvinutí nátlaku na carské Rusko směrem k ústupkům ve věci Polska. V důsledku Zákona nabídl Piłsudski generálnímu guvernérovi Hansi Hartwigu von Beselerovi – původci prohlášení – svou pomoc v organizaci polské armády na straně Centrálních mocností.

### Ve Varšavě

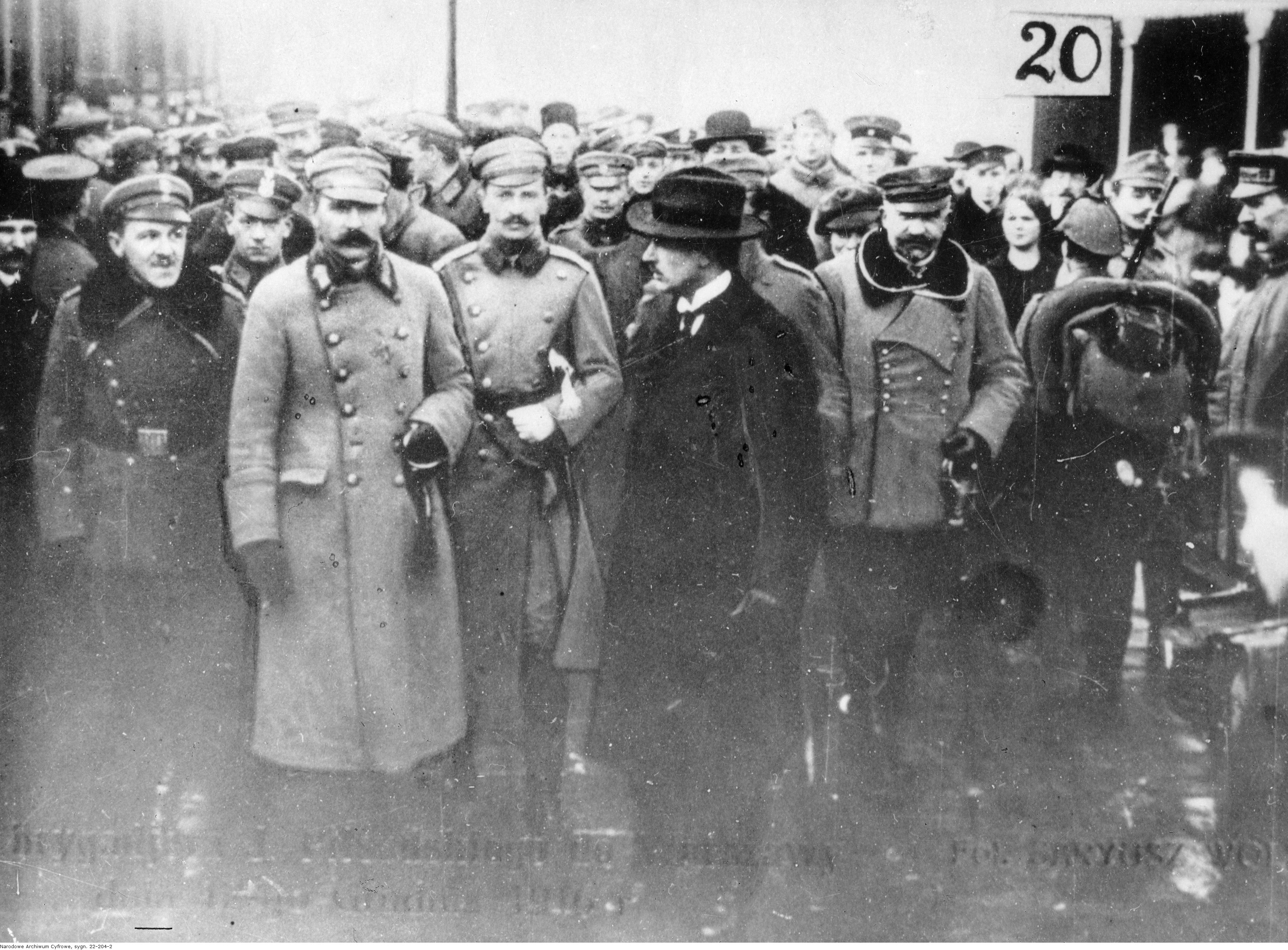
Józef Piłsudski na nástupišti Vídeňského nádraží ve Varšavě (12. prosinec 1916)

Dne 12. prosince 1916 Józef Piłsudski přijel do Varšavy na Vídeňské nádraží (pol. Dworzec Wiedeński). O několik dní později se stal členem Dočasné rady státu v Polském království (pol. Tymczasowa Rada Stanu w Królestwie Polskim – TRS; něm. Provisorische Staatsrat im Koenigreich Polen), kde se stal referentem Královsko-polské vojenské komise (pol. Królewsko-Polska Komisja Wojskowa). Dne 16. ledna 1917 podřídil POW Dočasné radě státu. S ohledem na Piłsudským předem předpokládané přechýlení vah vítězství na stranu Dohody, jakož i pozdější vypuknutí revoluce v Rusku (což ho prakticky eliminovalo na nějaký čas jako nepřítele), způsobil tzv. přísahovou krizi, doporučuje polským vojákům, aby neskládali přísahu věrnosti Němcům. Předtím – 2. července – vystoupil z TRS. Za odmítnutí složení přísahy bylo okolo 3300 Poláků z Kongresovky internováno a okolo 3500 vojáků z Haliče převedeno do rakousko-uherské armády a posláno do Itálie. Začalo též masové zatýkání aktivistů bojujících za nezávislost – do vězení byli uvrženi mj. Walery Sławek, Wacław Jędrzejewicz a Adam Skwarczyński.

### Uvěznění v Magdeburku

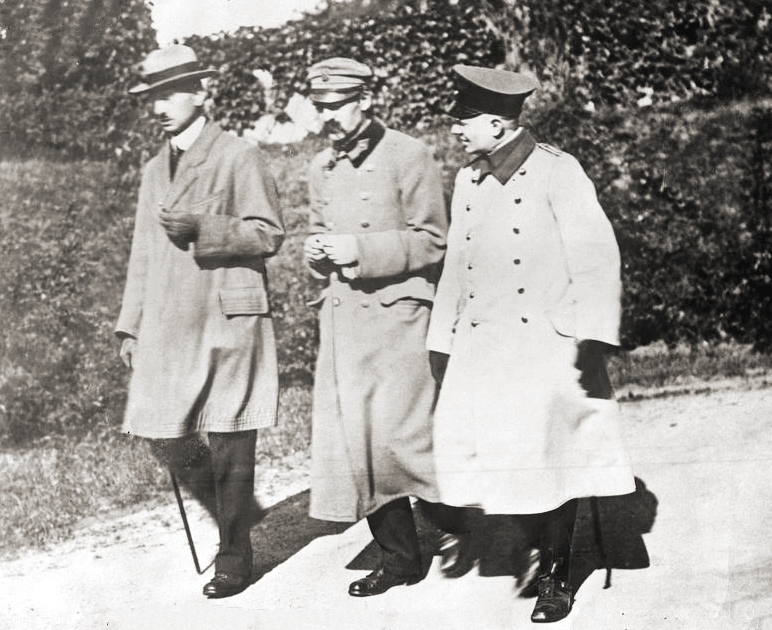
Józef Piłsudski a Kazimierz Sosnkowski během internace v pevnosti Magdeburg (1918)

Józef Piłsudski byl zatčen 22. července 1917. Převezen byl do vězení v Gdaňsku (pol. Gdańsk), odkud přes vězení ve Špandavě (něm. Spandau) a citadelu Fort Blücher ve Weselu dorazil do Magdeburku. Po několika měsících se k němu připojil Kazimierz Sosnkowski. V době uvěznění (7. února 1918) se narodila první dcera Piłsudkého a Aleksandry Szczerbinské – Wanda. Od chvíle uvěznění jeho už tak vysoká popularita – jako oběti pronásledování a symbolu války s okupanty – ještě vzrostla. Stále větší neúspěchy na frontě přinutily Němce ke zvážení jeho propuštění. Byl za ním vyslán hrabě Harry Kessler, který si chtěl od Piłsudkého vydobýt prohlášení, že neučiní nic proti Němcům. Ten však kategoricky odmítl nabídku podepsání loajality. Když však vypukla v Německu listopadová revoluce, objevili se v pevnosti dva němečtí důstojníci v civilu, převezli oba zajatce do Berlína, odkud byli zvláštním vlakem odesláni do Varšavy.
Nejpravděpodobnější příčina náhlého propuštění Piłsudského byla obava německého generálního štábu z propojení německé revoluce s bolševickou, čemuž mohl zabránit vznik překážky v podobě polského státu. Nálada v Německu se změnila krátce po potlačení nepokojů v Berlíně, Magdeburku, Hamburku a dalších městech, ale polský stát už byl faktem.

### Návrat
Dne 10. listopadu 1918 přijel Piłsudski do Varšavy, kde ho na nádraží přivítali mj. člen Regentské rady (pol. Rada Regencyjna) kníže Zdzisław Lubomirski a velitel hlavního štábu POW Adam Koc. Rada předpokládala pro Piłsudského funkci ministra vojenských záležitostí v kabinetu Józefa Świeżyńského navzdory tomu, že v něm dominovali národní demokraté. Samotný zainteresovaný o tom nevěděl, avšak když dorazil do Varšavy, Świeżyński už odstoupil. V té době se utvářely místní centra polské moci na území všech záborů: levicová lidová vláda Daszyńského v Lublinu (podporovaná POW), Polská likvidační komise Haliče a Těšínského Slezska (pol. Polska Komisja Likwidacyjna Galicji i Śląska Cieszyńskiego) v Krakově (Wincenty Witos), Národní Rada knížectví těšínského (pol. Rada Narodowa Księstwa Cieszyńskiego) v Těšínském Slezsku, poznaňská Nejvyšší lidová rada (pol. Naczelna Rada Ludowa) (mj. Wojciech Korfanty). Díky tomu se tvořily struktury polské státnosti. Piłsudski garantoval německým vojákům bezpečný návrat do revolucí zmítané vlasti. Tímto způsobem se podařilo odvrátit první nebezpečí pro budoucí nezávislost. Dne 11. listopadu byla Regentskou radou Piłsudskému svěřena kontrola nad vojskem a 12. listopadu poslání vytvořit národní vládu. Piłsudski rozhodl přemístit do Varšavy lublinskou vládu Daszyńského, ačkoliv věděl, že: „Není frakce nebo strana, která by mohla říci, že si vlastními silami poradí se všemi problémy.“ Z toho důvodu uznal za nezbytné zahrnout do složení vlády také představitele jiných stran. Nebylo to ale jednoduché, neboť Piłsudski byl brán především jako levicový aktivista.

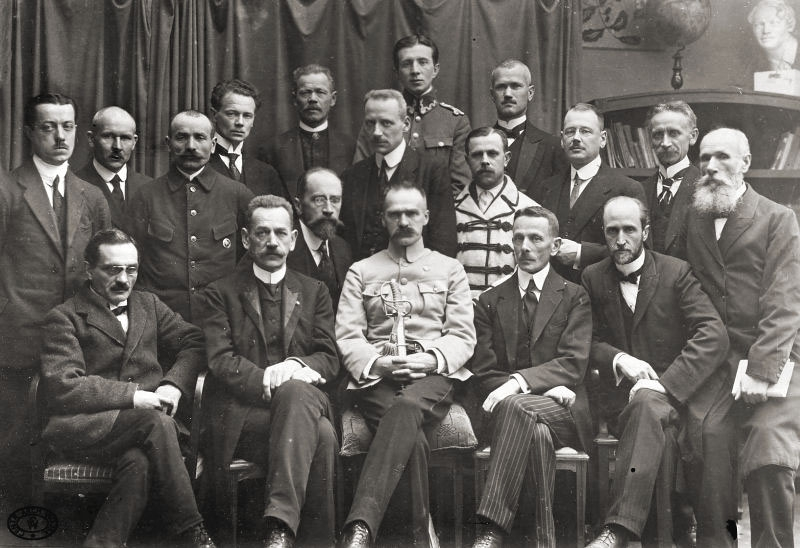
Vláda Jędrzeje Moraczewského 18. listopadu 1918 (Piłsudski sedící třetí zleva v první řadě)

Dne 14. listopadu se Regentská rada rozpustila, předávajíc tak Józefovi Piłsudkému, jako vrchnímu veliteli polské armády, nejvyšší moc. Dne 16. listopadu oznámil Piłsudski mocnostem vznik nezávislého polského státu. Jako faktická hlava státu jmenoval Piłsudki na post ministerského předsedy Ignacyho Daszyńského. Vzhledem k odporu politických stran k osobě premiéra sestavil Daszyński vládu a podal demisi, na jeho místo byl jmenován Jędrzej Moraczewski jako osoba přijatelná pro Národní demokracii (která měla k Daszyńskému averzi). Složení Rady ministrů bylo podobné lublinské vládě. Tato vláda se ujala úřadu 18. listopadu a Piłsudski v ní zaujal místo ministra vojenských záležitostí. Po přijetí povinností Dočasného náčelníka státu, na základě vlastního dekretu, 22. listopadu podal demisi z pozice ministra.

## Náčelník státu
Dne 26. listopadu Piłsudski vydal dekret přikazující provedení voleb do Zákonodárného Sejmu (pol. Sejm Ustawodawczy). Dříve vydal také dekret zavádějící osmihodinový pracovní den a šestačtyřicetihodinový týden. Zabýval se též otázkou pařížského Polského národního výboru (pol. Komitet Narodowy Polski – KNP), jehož součástí byli mj. Roman Dmowski a Ignacy Paderewski, uznaného vládami Francie, Velké Británie a Itálie za náhradu polské vlády v emigraci. Piłsudski, po projednání s představitelem KNP Stanisławem Grabským, udělil výboru plnou moc k reprezentaci Polska na pařížské mírové konferenci. Do složení představitelstva mírového jednání se přidali též politici ze země (mj. Daszyński), stejně jako aktivisté polské diaspory (Władysław Mickiewicz, syn Adama Mickiewicze). V polovině prosince vyslal náčelník do Francie Bolesława Wieniawu-Długoszowského, aby získal Józefa Hallera pro plán přivedení jeho Modré armády do země a jejímu užití ve východních kresách. Poslal také dopis Dmowskému (ve kterém mu přál úspěchy v jednáních) a francouzskému maršálovi Ferdinandu Fochovi (ubezpečil ho v něm o touze po navázání polsko-francouzské vojenské spolupráce).
Sám Piłsudski se vydal do Lvova, kde stále trvaly polsko-ukrajinské boje. Zároveň se náčelníkovi donesly informace o vypuknutí velkopolského povstání 27. prosince. Piłsudski mu nemohl pomoci vojensky, omezil se pouze na vyslání generála Józefa Dowbora-Muśnického. Dne 13. ledna 1919 jako náčelník státu přijal delegaci z Poznaňska. Podle jeho názoru Poznaňsko nebylo tak svobodným územím jako Království a Halič, když nad ním přetrvávala moc Německa, kterou schválily podmínky příměří mezi Dohodou a Německem. Prohlásil, že může pouze představit Dohodě nezbytnost změny bodu, odkládaje tak záležitost Poznaňska do kongresu.
Vláda Moraczewského byla koncipována jako dočasná, Piłsudski plánoval, že jeho nástupcem se stane Ignacy Paderewski. Ale dříve, než se tak stalo, došlo k neúspěšnému pokusu o převrat v podání odpůrců náčelníka – Mariana Januszajtise-Żegoty, Eustachyho Sapiehy a Jerzyho Zdziechowského. Krátce po tom 18. ledna 1919 jmenoval premiérem Ignacyho Paderewského. Jedním z dalších dekretů Józefa Piłsudského byl dekret o městské samosprávě vydaný 4. února 1919.
Dne 26. ledna 1919 se konaly volby do Zákonodárného Sejmu. Zvítězil v nich národně demokratický Lidový národní svaz (pol. Związek Ludowo-Narodowy), ale nezískal dostatečný počet hlasů ke svržení Paderewského vlády, tím méně k odstranění Piłsudského. Dne 20. února 1919, na třetím zasedání skončila dočasnost úřadu náčelníka – Sejm přiznal Piłsudkému pravomoc Náčelníka státu vydáním Usnesení Zákonodárného Sejmu ze dne 20. února 1919 ve věci pověření Józefa Piłsudkého v dalším spravování úřadu Náčelníka státu (pol. Uchwała Sejmu Ustawodawczego z dnia 20 lutego 1919 w sprawie powierzenia Józefowi Piłsudskiemu dalszego sprawowania urzędu Naczelnika Państwa). Toto usnesení obdrželo název Malá ústava (pol. Mała Konstytucja).

## Polsko-sovětská válka
Ve vztahu k Rusku byl Piłsudski toho názoru, že pokud proti Němcům jsme vždy mohli najít spojence, ve svém vlastním zájmu aktivní – i v případném střetnutí s nimi bychom nebyli izolováni, zatímco v případě Ruska to vypadá naopak. I z toho důvodu se snažil eliminovat ohrožení Polska z východu. Plánoval vytvoření několika národních států v tomto pohraničí, které by se pak staly součástí federace pod vedením Polska. Tvořily by jakousi hráz proti Rusku. Realizace takových plánů vyžadovala vlastnictví dostatečného vojenského potenciálu, ale v té době čítala polská armáda okolo 200 tisíc vojáků a stále se čekalo na příchod Hallerovy armády.

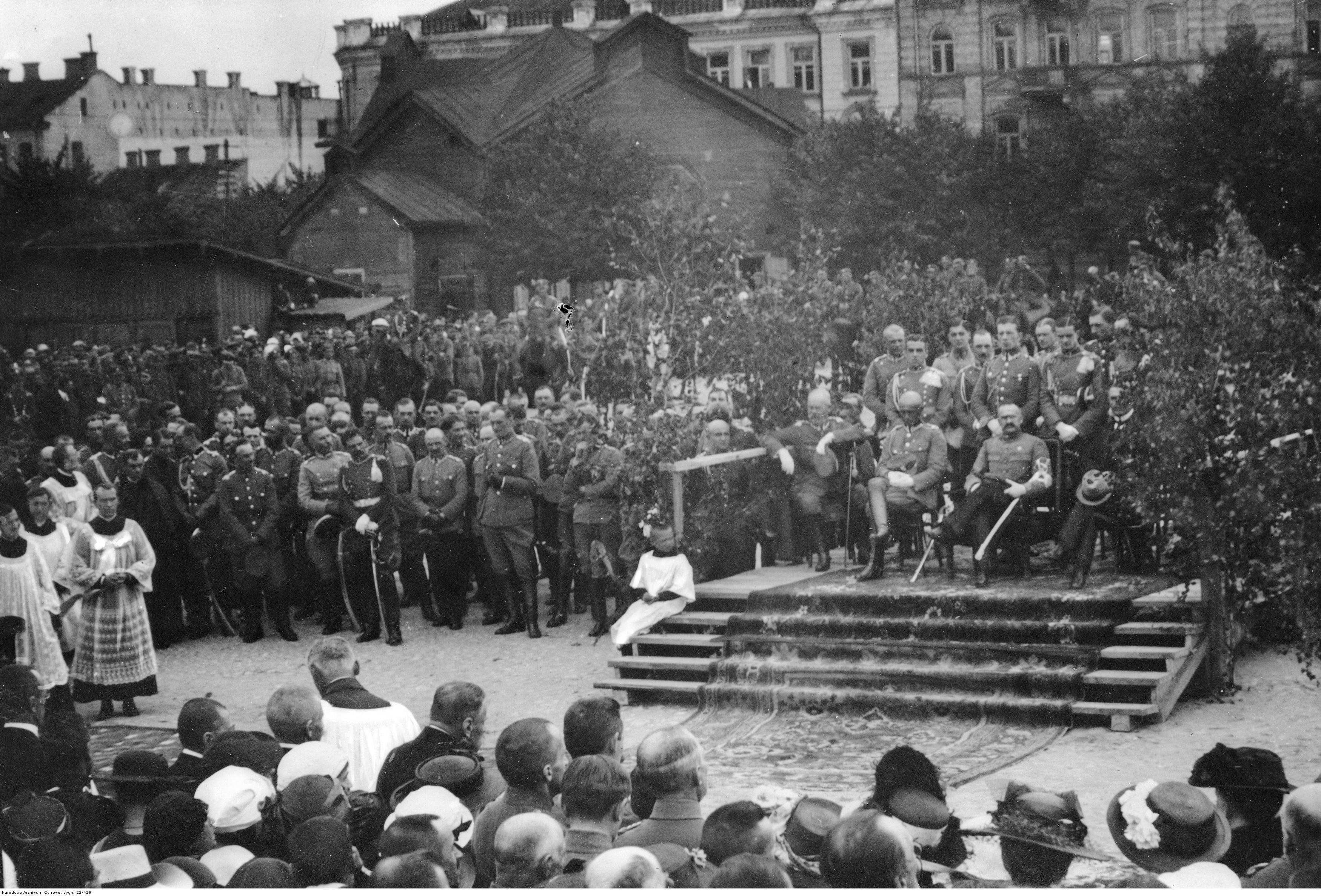
Józef Piłsudski ve Vilně po obsazení města polskou armádou (duben 1919)

S vědomím, že ani bílí ani rudí nechtějí dopustit obrození Polska, podnikl Piłsudski riskantní vilenskou expedici. To znamenalo rozpoutání války s bolševickým Ruskem. K prvnímu bojovému kontaktu jednotek obou zemí došlo 17. února 1919. Vilno bylo obsazeno 21. dubna po třech dnech bojů. Nezdařil se ale pokus vytvořit vládu obnoveného Litevského velkoknížectví vyslancem Piłsudského Michałem Römerem.
Po ovládnutí Vilna byly podniknuty akce ve východní Haliči. Polská ofenzíva na jihovýchodě začala 14. května. Halič a Stanislav byly obsazeny. V Paříži byl uzavřen pakt mezi Paderewským a vyslancem ukrajinského atamana Symona Petljury o společném boji proti bolševikům. Ten nicméně nevstoupil v platnost z důvodu nátlaku Francie obávající se zhoršení vztahů s bílým generálem Děnikinem. Mezitím Piłsudski dorazil na frontu a zorganizoval nový útok, který začal 28. června. V jeho důsledku ovládla polská vojska Ternopil a dosáhla řeky Zbruč. Polské síly však táhly dál. Ve stejné době došlo k pokusu dohodnout se s bolševiky – Józef Piłsudski poslal dopisy mj. Julianovi Marchlewskému, ve kterých slíbil zastavení postupu vojsk výměnou za vytvoření neutrálního pásu o šířce 10 km. Lenin ale hrál o čas, vzhledem k úspěchům v bojích se silami bílých. Na přelomu srpna a září roku 1919 Kancelář šifer (pol. Biuro Szyfrów) pod vedením Jana Kowalewského rozlomila první šifrovací klíče Rudé armády, které umožnily číst bolševickou korespondenci z front občanské války na Ukrajině, v jižním Rusku a na Kavkaze. Zlomeny byly též šifry Dobrovolnické armády a „bílé“ Černomořské floty, a také šifry armády Ukrajinské lidové republiky. Díky tomu měl Piłsudski, opíraje se o data rozvědky, rozsáhlé znalosti o situaci v tomto regionu. Data dodaná Kanceláří informovala také o koncentraci bolševických vojsk u východní hranice Polska. V obavě před očekávaným útokem Sovětů se Piłsudski rozhodl zintenzivnit spolupráci s ukrajinskými silami Petljury a podpořit jeho aktivity pro vytvoření ukrajinského státu.
Po podzimních útocích na vládu v prosinci roku 1919 odstoupil Paderewski z funkce premiéra, což zkomplikovalo situaci Piłsudského, neboť považoval Paderewského za spojnici Polska se západem, a jeho odchod mohl znamenat ztrátu polského vlivu ve Washingtonu. Piłsudski v souvislosti s útoky napsal Paderewskému těsně před jeho odstoupením:
„musí to být prováděno na příkaz shora. Stejně jako předtím bylo útočeno především na mě, šetříc Vás, tak teď, když se tamten útok nevydařil, jde útok na Vás šetře mou osobu. Svržení obou se těm pánům pravděpodobně zdá být příliš obtížným úkolem, snaží se proto svrhnout alespoň jednoho, aby na jeho místo dosadili kteroukoliv ze svých autorit.“

Dalším premiérem se stal národním demokratům blízký Leopold Skulski, s tím, že „silové“ rezorty nadále zůstaly pod vedením lidí Piłsudského.
Dne 28. února 1920 se Piłsudskému narodila druhá dcera – Jadwiga.
Dne 19. března 1920, v den svých jmenin, přijal a potvrdil hodnost Prvního maršála Polska. Piłsudskému se ohlásili představitelé Všeobecné kontrolní komise (pol. Ogólna Komisja Weryfikacyjna), která v souladu s usnesením Sejmu provedla kontrolu celého důstojnického sboru polské armády. Tato komise se rozhodla požádat vrchního velitele, aby přijal hodnost Prvního maršála Polska. Maršálská bulava (palcát – pol. buława) mu byla slavnostně předána po skončení polsko-sovětské války 14. listopadu 1920.

### Kyjevská expedice
Piłsudski se domníval, že polský pochod na Moskvu není reálným cílem, naopak je třeba bolševikům:
„šlápnout na tak bolestivé místo, aby se nemohli skrývat a utíkat. Moskva takovým místem není. Kyjev, Ukrajina, to je jejich citlivý bod.“

Osobně však plán expedice nepřipravoval, dělali to jeho spolupracovníci: Julian Stachiewicz, Bolesław Wieniawa-Długoszowski a adjutant Piłsudského – Stanisław Radziwiłł. Zároveň byl na začátku roku 1920 ve Varšavě podpořen vznik ruského Národního výboru, pod záštitou polské vlády, tzv. „třetího“ demokratického Ruska, které souhlasilo jak s nezávislým Polskem, tak Ukrajinou.

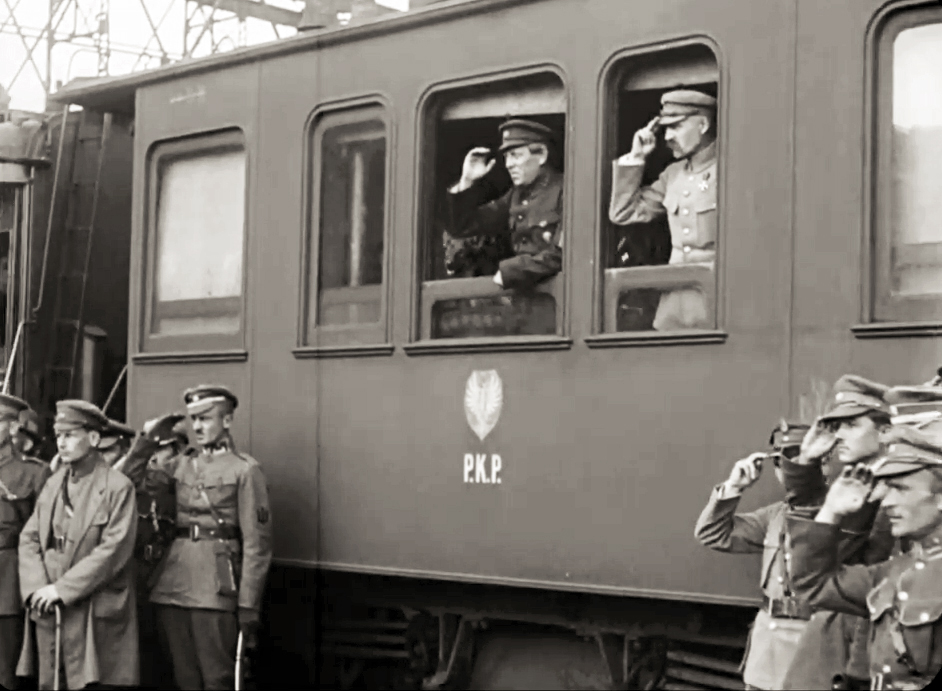
Józef Piłsudski a Symon Petljura ve Vinnycji (16. květen 1920)

Expedici předcházela jednání s atamanem Petljurou, představitelem ukrajinské strany – v jejich důsledků byly podepsány dvě dohody: politická (21. dubna) a vojenská (24. dubna), garantující pomoc při vytvoření ukrajinského státu ze strany Polska a vojenskou pomoc v boji s bolševiky ze strany Ukrajiny. Započetí polského útoku Piłsudski určil na 25. dubna. Jeho cílem bylo dobytí Kyjeva a restituce poddněperské Ukrajiny. Ze začátku byla polská vojska úspěšná, získala tisíce zajatců a snadno zabrala další území. Dne 7. května polské a ukrajinské jednotky vstoupily do nebráněného Kyjeva. Piłsudski vykonal několikahodinovou návštěvu obsazeného hlavního města Ukrajiny. Po návratu do Varšavy 18. května ho uvítal maršál Sejmu Wojciech Trąmpczyński (zvolený národními demokraty) a přirovnal činy Piłsudského k úspěchům Boleslava Chrabrého.
Odpovědí bolševiků na úspěchy polské armády byly protiofenzívy: na severu – řízená Michailem Tuchačevským, a na jihu – Semjonem Buďonným, velitelem Konarmije. Úder na jihu vedl k prolomení fronty. Piłsudski ale neměl v úmyslu bránit Kyjev – polské jednotky pod velením Edwarda Śmigłého-Rydze opustily místo 10. června 1920. Maršál plánoval přemístit jeho armádu za účelem útoku na Buďonného, ale Śmigły-Rydz buď nerozuměl rozkazu Piłsudského, nebo mu dokonce rozkaz nebyl doručen. Konarmija znovu prolomila frontu a polské jednotky byly donuceny ke stažení. Tou dobou již bolševické síly disponovaly významnou početní převahou.
Na severu Piłsudski počítal s udržením Vilna na staré, kdysi německé, linii opevnění. Ale značná převaha sovětských vojsk tento plán zmařila. Rudá armáda táhla směrem na Varšavu, překonávajíc okolo 20 km denně.

### Bitva u Varšavy

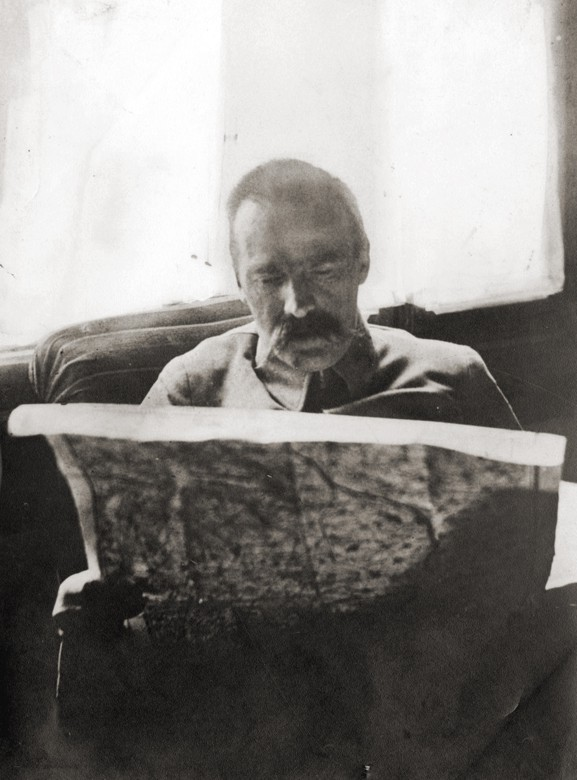
Józef Piłsudski nad mapou během bitvy o Varšavu (srpen 1920)

Kyjevská porážka zvedla v zemi kritiku namířenou proti Piłsudskému.
„Byla proti němu započata válka, zpod per tak významných autorů, jako Stanisław Stroński nebo Adolf Novaczyński, zabírající asi tolik prostoru v národně demokratickém tisku, co zprávy z bojiště. (…) Kyjevská expedice se nyní jevila jako fantastický rozmar člověka, jehož myšlenky měly všechny známky dobrodružnosti, či dokonce politické hlouposti.“

Dne 9. června odstoupila vláda Skulského, jejíž místo zaujal kabinet vytvořený Władysławem Grabským.
Dne 1. července Zákonodárný Sejm jmenoval Radu národní obrany (pol. Rada Obrony Państwa – ROP), která, ačkoliv působila pod vedením Piłsudského, omezovala do určité míry jeho moc. Navzdory stanovisku maršála se ROP obrátila na dohodovou Nejvyšší válečnou radu s prosbou o zprostředkování mírových rozhovorů. Závěry Rady byly pro Polsko nepříznivé a podle Piłsudského – kapitulantské (mj. vzhledem k uznání Curzonovy linie za východní hranici Polska). Byla ale podniknuta mírová jednání, která vykonala delegace nové vlády vytvořené 24. července Wincentym Witosem.
Útoky na Piłsudského související s porážkami na frontě pokračovaly. Dne 19. července na zasedání ROP ho Roman Dmowski obvinil z dezorganizace armády a domáhal se důkladných změn za pomoci důstojníků poslaných ze západu. O něco později kněz Stanisław Adamski, velkopolský delegát, přímo obvinil Piłsudského ze zrady. V reakci maršál dal požadavek k hlasování o důvěře ROP, kterou obdržel. Zbývající čas do předpokládaného bolševického útoku na Varšavu strávila ROP vyvíjením obranné strategie. Mezitím Piłsudki vypracoval plán protiofenzívy zpod Brestu (pol. Brześć), který ale byl dobyt bolševiky předtím, než se podařilo rozmístit jednotky.
V noci z 5. na 6. srpna zvažoval Piłsudski v Belwederu (Pałac Belwederski – sídlo náčelníka státu ve Varšavě) možnosti ofenzívy a nad ránem provedl rozhovor s generálem Rozwadowským. To vedlo k vypracování operačního rozkazu č. 8358/III – společného díla Piłsudského, Kazimierze Sosnkowského, generála Tadeusze Rozwadowského a Maxime Weyganda. Ten definoval plán soustředění a protiútoku polské armády z řeky Wieprz. Velký význam pro průběh bitvy na Visle měl další rozkaz č. 10000 z 10. srpna 1920, vypracovaný z iniciativy náčelníka štábu, generála Rozwadowského. V souvislosti s ním zanechal vrchní velitel dalšího posilování Úderné skupiny, která měla útočit z řeky Wieprz, a několik dalších divizí se tak mohlo zúčastnit bojů v nejdramatičtější chvíli, kdy 14. srpna 1920 bolševici prorazili polské obranné linie u Radzyminu a 5. armáda generála Władysława Sikorského se musela v průběhu bojů u řeky Wkra bránit proti početnějším sovětským silám.
Dne 12. srpna se Józef Piłsudski dostavil do hlavního velitelství v Puławách, kde složil do rukou premiéra Witose demisi z funkce náčelníka státu a vrchního velitele. V dopise premiérovi uvedl, že podle jeho názoru, pokud mírové rozhovory s bolševiky k ničemu nevedly, Polsko musí spoléhat na pomoc zemí Dohody, a ty ji podmiňují odchodem maršála. Witos ale rezignaci nepřijal.
Generál Marian Kukiel, prezident Historického institutu generála Sikorského, tvrdí, že od 12. srpna byl Piłsudski nemocný (trpěl uremií), napůl při vědomí a obtížně docházel k rozhodnutí.
Bylo to v předvečer bitvy u Varšavy, trvající od 13. do 25. srpna 1920. Během prvních čtyř dní bitvy rozvíjející se sovětský úder doprovázelo značné vysunutí se dopředu a odhalení jednoho z křídel bolševických sil. Úderná skupina pod vedením Piłsudského 16. srpna vyrazila do týlu Rudé armády a zaútočila na odkryté křídlo, což dalo bolševickým silám rozhodující ránu. Znamenalo to plný úspěch polského plánu.

### Strategický úspěch a politická porážka

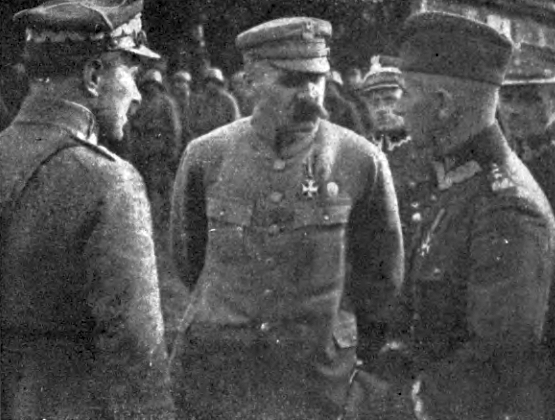
Józef Piłsudski a generál Edward Śmigły-Rydz těsně před bitvou na řece Němen (září 1920)

Vojenský úspěch byl zpečetěn v bitvě na řece Němen, která začala 20. září 1920. Dne 25. září polské jednotky obsadily Grodno a zbytky armády Tuchačevského, nyní v kleštích, byly donuceny k ústupu do hloubi Ruska. Krátce poté se udála tzv. vzpoura Żeligowského, který na doporučení Piłsudského předstíral vzpouru a zabral 9. listopadu vilenský okres, což vedlo k vytvoření okleštěné tzv. Střední Litvy (pol. Litwa Środkowa; lit. Vidurinė Lietuva) v oné oblasti. Nepřátelské akce byly oficiálně ukončeny 12. listopadu 1920 v důsledku podpisu Dohody o předběžném míru a příměří mezi Polskou republiku a Ruskou sovětskou federativní socialistickou republikou a Ukrajinskou sovětskou socialistickou republikou (pol. Umowa o preliminaryjnym pokoju i rozejmie między Rzecząpospolitą Polską a Rosyjską Federacyjną Socjalistyczną Republiką Rad i Ukraińską Socjalistyczną Republiką Rad) v Rize. Válečný stav ukončil o rok později Rižský mír (pol. Traktat Ryski), podepsaný 18. března 1921.
Úspěch Polska a jeho armády byl úplný, nicméně jak Rižská smlouva, tak i silové řešení v Litvě bylo současně pohromou pro politický koncept Piłsudského, zakládajícího se na vytvoření tzv. konfederace Mezimoří (pol. Międzymorze) ze zemí dávné První republiky. Paradoxně aktivity Piłsudského vedly k realizaci vizí jeho největšího protivníka – Romana Dmowského – který prosazoval národní stát.

### Vztah k svobodnému zednářství
K vzestupu polského svobodného zednářství došlo pod záštitou Piłsudského. Během dvou konferencí v Belwederu s Władysławem Baranowským, v červenci roku 1919 a v říjnu roku 1920, mu Józef Piłsudski sám, z vlastní iniciativy, navrhl označení lidí ze svého nejbližšího okolí a vojska, které považoval za nejvhodnější kandidáty pro zednářství.

## Roky 1921–1925

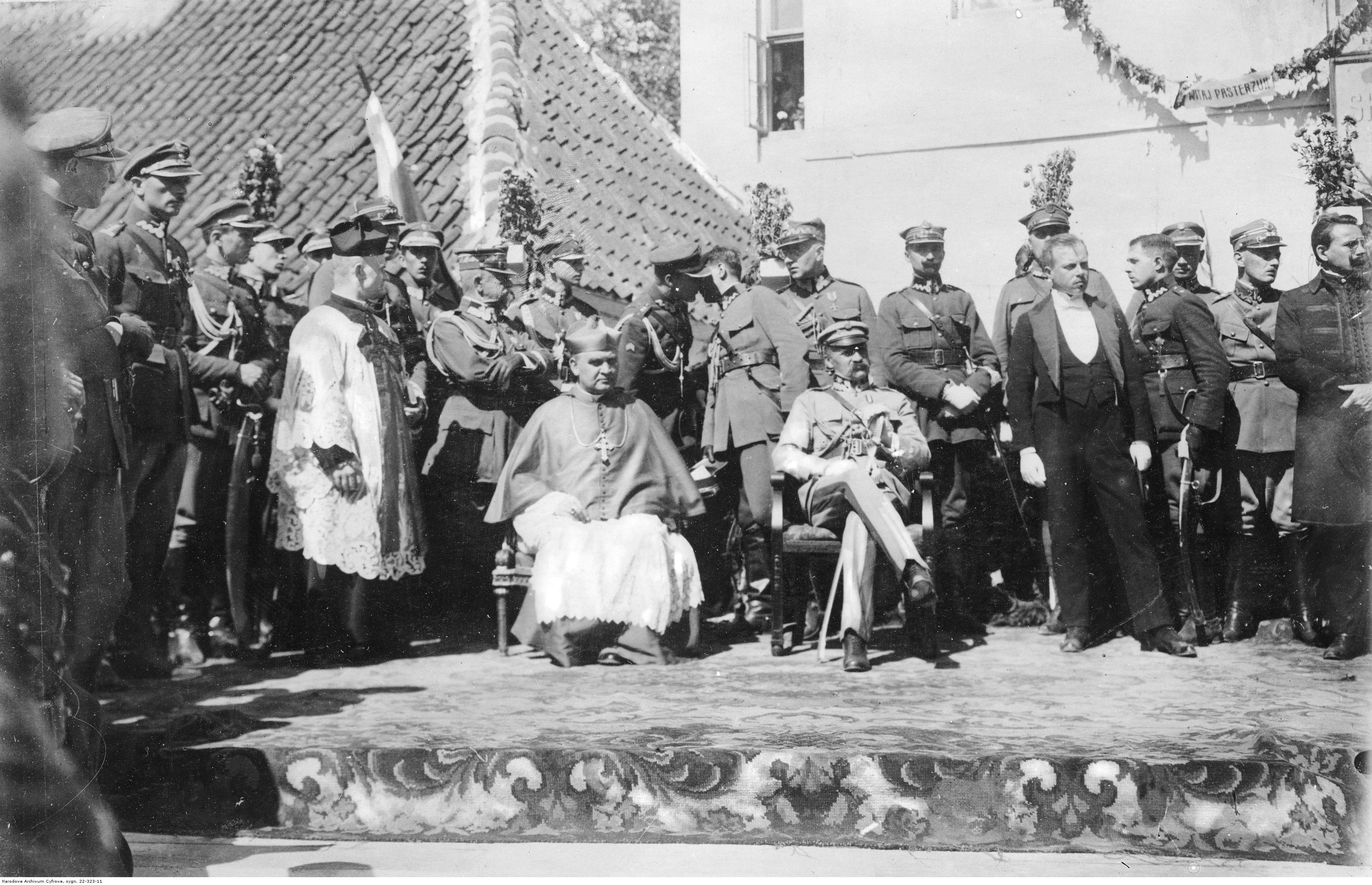
Józef Piłsudski v Bělostoku (21. srpen 1921)

Dne 18. března 1921 byl podepsán Rižský mír s bolševickým Ruskem, který znamenal ukončení vojenských aktivit na východě. Započal proces stabilizace a rozvoje. Dne 17. března byla přijata ústava, jejíhož zpracování se Piłsudski nezúčastnil. Obávaje se nastolení diktatury budoucího prezidenta, kterým se dle očekávání měl stát Piłsudski, autoři textu ústavy zásadně omezili moc hlavy státu. I přes přijetí základního zákona, Zákonodárný Sejm prodloužil vlastní funkční období a stejně tak platnost „Malé ústavy“.
V noci ze 16. na 17. srpna 1921 v Krakově zemřela první manželka Józefa Piłsudského, Maria. Do konce života nesouhlasila s rozvodem, navzdory skutečnosti, že její manžel už dlouho žil v neformálním vztahu s Aleksandrou Szczerbińskou. Dne 25. října měli svatbu a následně se nastěhovali do Belwederu.
Mezitím se vláda Witose chýlila ke kolapsu vzhledem k vládní krizi, způsobené nespokojeností z postoje orgánů k slezským povstalcům. Piłsudski dlouho nepřijímal demisi Witose, ale v září byl nahrazen Antonim Ponikowským, stojícím v čele tzv. vlády odborníků. Maršál do ní nechal zahrnout své stoupence – mj. Kazimierze Sosnkowského v čele ministerstva vojenských záležitostí.
Dne 25. září 1921 Piłsudski unikl smrti při atentátu provedeném mladým Ukrajincem, členem ukrajinské organizace bojující za nezávislost, Stepanem Fedakem. Neúspěšný atentát se odehrál ve Lvově (pol. Lwów) – Fedak vypálil tři rány, ale zranil pouze vojvodu Kazimierze Grabowského.
Vláda Ponikowského už nespolupracovala s Piłsudským tak dobře jako Witosův kabinet. Mj. uzavřela dohodu s bolševickým Ruskem, na jejímž základě se Polsko zavázalo vydat Petljuru výměnou za zaplacení dluhu Polské republice. Takový postup vůči atamanovi se setkal s velkou nespokojeností náčelníka státu. Piłsudski nesouhlasil se směřováním politiky ministra zahraničních věcí Konstantyho Skirmunta – po uzavření Rapallské dohody mezi Výmarskou republikou a bolševickým Ruskem začal maršál vyvíjet nátlak na vládu, aby podala demisi. To se také stalo 6. června 1922. Piłsudski prohlásil, že v období voleb by měl vládnout kabinet mající široké politické zastoupení – Ponikowského ekipa ho neměla, a proto musela odstoupit. Nepřátelé maršála ho ale obvinili, že se tímto způsobem snaží dosáhnout diktátorské moci.

### Vládní krize v roce 1922
Demise Ponikowského vlády začala nejdelší vládní krizi za druhé republiky. Dne 12. června Piłsudski informoval Konvent seniorů Sejmu, že se pozastavuje nad tím, jakým způsobem interpretovat zápis v Malé ústavě, pojednávající o tom, že: Náčelník státu jmenuje vládu v plném složení na základě dohody se Sejmem. Vzhledem k tomu Sejm svolal tzv. Hlavní výbor (pol. Komisja Główna), který měl vyloučit maršála z procedury jmenování kabinetu. Ten se ale neshodnul na kandidátovi Komise. Následně sám na premiéra vybral Artura Śliwińského, jehož vláda vydržela ale jen do 7. července (tehdy mu odvolali podporu krakovští konzervativci).
S ohledem na to vybral Sejm za kandidáta na předsedu vlády Wojciecha Korfantyho. S jeho osobou ale nesouhlasil Piłsudski, i přes Korfantyho prohlášení o ochotě spolupráce s maršálem. Posledně zmíněný navíc oznámil svou okamžitou rezignaci. Odmítnutí podpisu pod seznamem osob majících tvořit Korfantyho kabinet způsobilo, že 25. července bylo navrženo vyslovení nedůvěry náčelníkovi, podporované pravicovými poslanci. Návrh neprošel – „pro“ bylo 186 poslanců, „proti“ 206.
Konečně, na konci července, vytvořil vládu konzervativec Julian Nowak. V jeho kabinetě se stal ministrem vojenských záležitostí příznivec Piłsudského, Gabriel Narutowicz, což byl pro maršála úspěch.
Ve dnech 5. a 12. listopadu 1922 se konaly parlamentní volby. Nový Sejm (i Senát) byl roztříštěný, kdy jak pravice, levice, střed, tak i uskupení národnostních menšin získaly podobný počet hlasů. Obě komory podle ústavy měly následně vytvořit Národní shromáždění, které mělo provést volbu prezidenta.

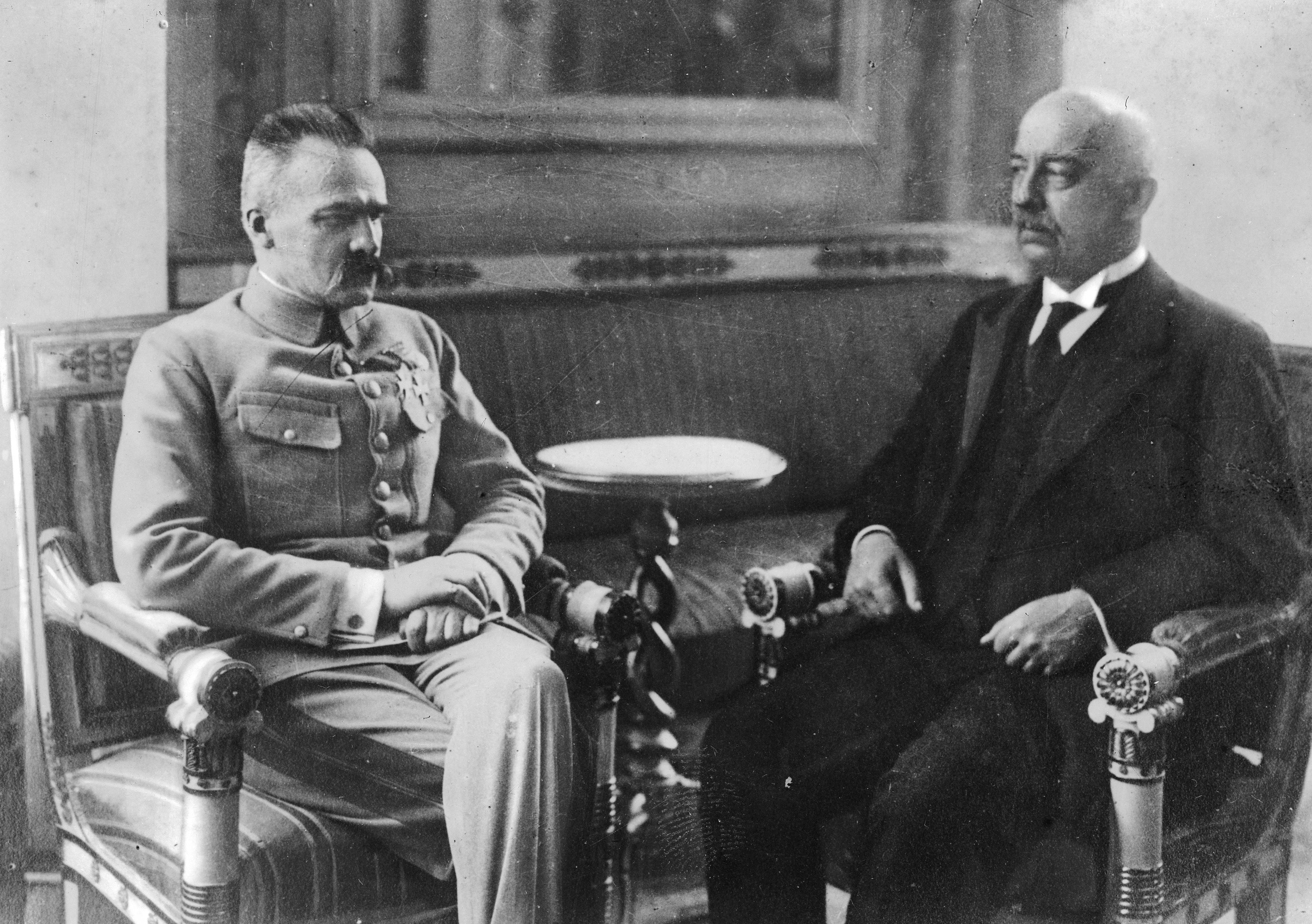
Jozef Pilsudski a Gabriel Narutowicz (10. prosinec 1922)

Již 20. listopadu se s Piłsudským setkal Stanisław Thugutt, který ho přemlouval ke kandidatuře na nejvyšší post v zemi. Dne 4. prosince maršál ale oznámil, že nebude kandidovat na prezidenta Polské republiky. Jako důvod uvedl příliš malý rozsah skutečné moci náležící prezidentovi podle nové ústavy. Piłsudski poukazoval na fakt, že hlava státu spíše měla především reprezentační funkce, takže prezidentem by se měla stát osoba mimo stranický systém, kterou by přijali členové různých stran. Současně navrhl pro tuto pozici Witose, ale jeho osobě oponovala Polská lidová strana „Osvobození“, takže maršál předložil kandidaturu svého dávného podzemního soudruha – Stanisława Wojciechowského. V pátém hlasování ale zvítězil Gabriel Narutowicz, kterému 14. prosince Piłsudski předal vládu.

### Odchod z politiky
Po prezidentské volbě Józef Piłsudski odešel z politiky. Plánoval se věnovat pouze armádě, zachovávaje si předsednictví Vnitřní válečné rady (pol. Ścisła Rada Wojenna). Dne 16. prosince 1922, inspirovaný pravicovými útoky na nového prezidenta, atentátník Eligiusz Niewiadomski zavraždil Narutowicze. Podle mnohých životopisců maršála to byl pro Piłsudského šok, který:
 „sestával především ze ztráty poslední víry v obrození polské duše, té víry, s kterou se Piłsudski vracel z Magdeburku. Víry, že polská společnost dozrála do suverénní a nezávislé existence. Proto též, v chápání maršála, demoralizujícím a od politických stran plynoucím proudům bylo třeba vzdorovat silnou, nezpochybnitelnou autoritou, a, pokud je to nutné, dokonce brutalitou.“

Funkci prezidenta převzal podle ústavy maršál Sejmu Maciej Rataj, který svěřil úkol sestavení vlády Władysławowi Sikorskému – ten ji přijal, dohodnuvši se předem s Piłsudským, že se stane náčelníkem Generálního štábu. Dne 20. prosince se novým prezidentem stal Stanisław Wojciechowski.
Po vytvoření vlády Witose, 28. května 1923 Piłsudski rezignoval nejprve na velení ve štábu, a později také z předsednictva Vnitřní válečné rady. Stalo se tak mj. z toho důvodu, že nový ministr vojenských záležitostí, Stanisław Szeptycki, směřoval do Sejmu návrh zákona o organizaci vrchních vojenských úřadů, ve které měl ministr mít svrchovanost nad náčelníkem Generálního štábu a Generálním inspektorem ozbrojených sil (který měl být jeho zástupcem ve Vojenské radě). Současně však 28. června Sejm přijal rezoluci, že Maršál Józef Piłsudski se jako náčelník státu a vrchní velitel zasloužil o národ.

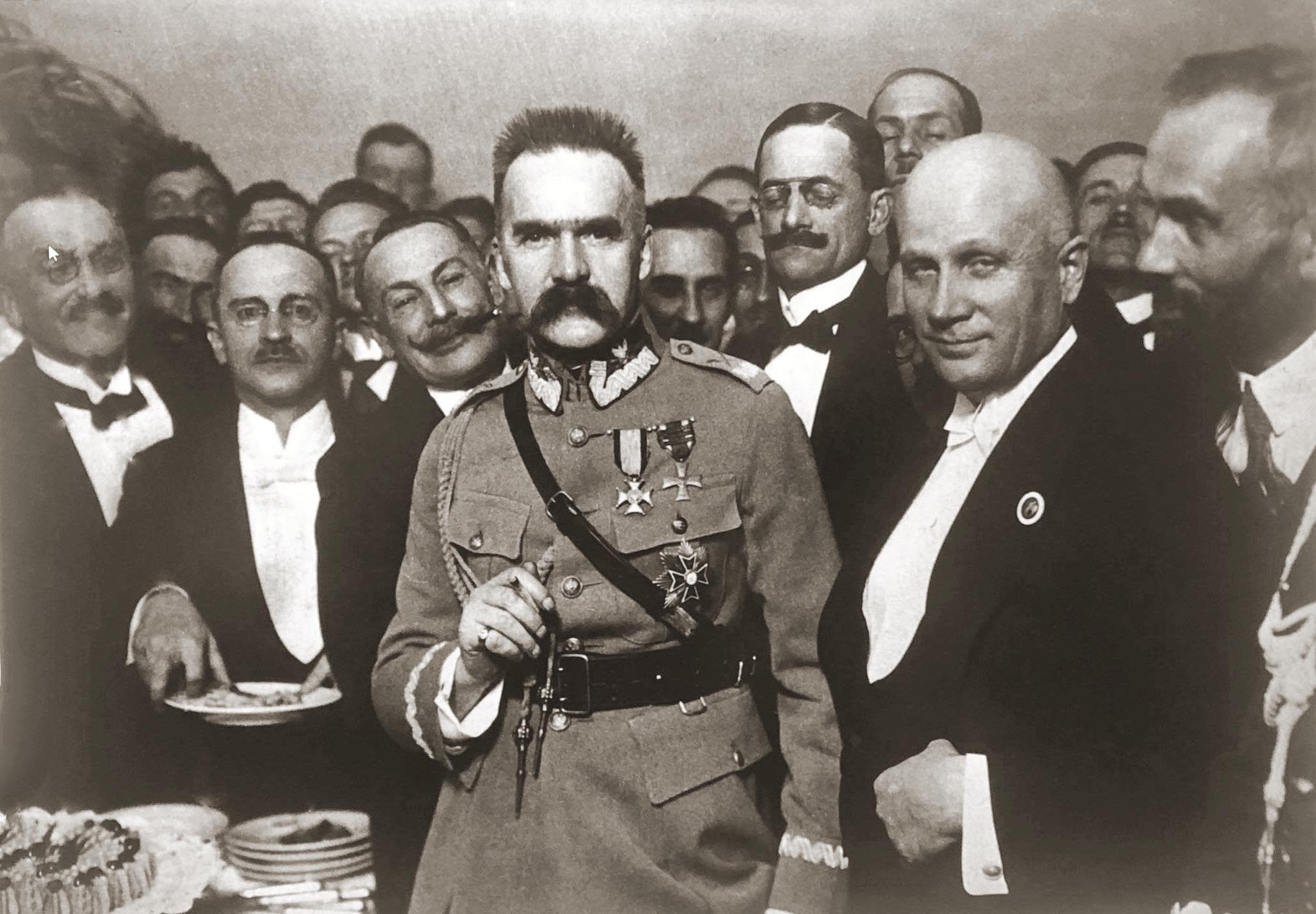
Józef Piłsudski v Malinovém sálu hotelu Bristol (červenec 1923)

Odcházeje z politického života maršál pronesl 3. července svůj slavný projev v Malinovém sálu varšavského hotelu Bristol, ve kterém mj. vyjádřil svůj odpor proti stranictví a konjukturalismu. Řekl mj.:
 „Zaplivaný, obludný trpaslík na křivých nožkách, vyplivující svou špinavou duši, poplivávající mě zevšad, nevážící si ničeho, čeho si vážit třeba – rodiny, vztahů, blízkých mi lidí, sledující moje kroky, dělající opičí grimasy, převracející každou myšlenku naopak – ten obludný trpaslík se plížil za mnou, jak nerozlučný druh, oblečený do praporů různých typů a barev – tu cizího, tu svého státu, křičící fráze, vykřikující obludnou hubou, vymýšlející jakési neslýchané historky, ten trpaslík byl mým všudypřítomným druhem, všudypřítomným soudruhem v dobrém i zlém, štěstí i neštěstí, vítězství i porážce.“

Po pronesení tohoto projevu maršál odešel do „emigrace“ v panském domě v Sulejówku u Varšavy. Tam se zabýval především spisovatelskou činností.
Když ale 15. prosince 1923 padl kabinet „Chjeno-Piastu“ – koalice Polské lidové strany „Piast“ (pol. Polskie Stronnictwo Ludowe „Piast“) a Křesťanského svazu národní jednoty (pol. Chrześcijański Związek Jedności Narodowej – odtud posměšný název Chjeno) – Stanisław Thugutt zabývající se úkolem vytvořit vládu navrhl Piłsudskému přijetí místa ministra vojenských záležitostí. Podobně jednal Władysław Grabski, když Thuguttovy snahy přišly vniveč. Piłsudski souhlasil s tímto návrhem, ale výměnou za garanci apolitičnosti armády – prostřednictvím zrušení dohody navržené Szeptyckým. Grabski ale soudil, že vydat do rukou Piłsudského příliš velkou moc by se mohlo setkat s nevolí národních demokratů. V důsledku toho Piłsudski do vlády nevstoupil. Později, když se ministrem vojenských záležitostí stal Sikorski, pokusil se definovat novou strukturu pro nejvyšší vojenské úřady v Polsku, po vzoru francouzských řešení. To se také setkalo s velmi kritickou reakcí maršála, v jehož zdání nápady Sikorského nebyly v souladu s polskou realitou.

## Květnový převrat
Zhoršující se politická situace v zemi, pády dalších vlád a strach z opětovného uplatnění moci kompromisní vlády „Chjeno-Piasta“ způsobili, že se na konci roku 1925 Piłsudski rozhodl vrátit k aktivní politické praxi. Podle historika Andrzeje Garlického přemýšlel o převzetí moci cestou státního převratu už od roku 1922.

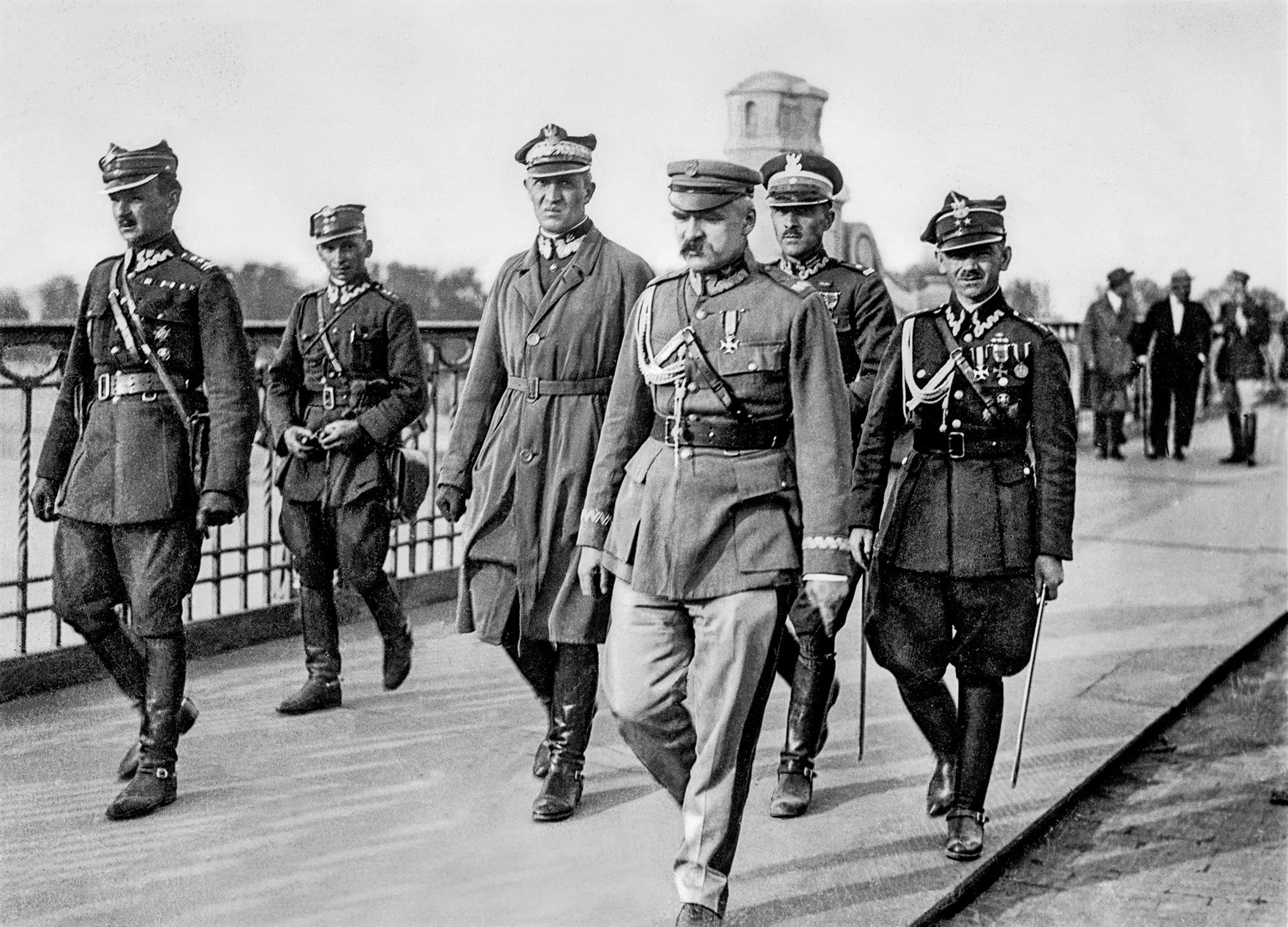
Józef Piłsudski před setkáním s prezidentem Stanisławem Wojciechowským na mostě Poniatowského ve Varšavě (13. květen 1926)

Dne 10. května 1926 byla vytvořena nová vláda Wincentyho Witose. Piłsudski naplánoval, že se objeví v hlavním městě v čele vojáků, a tím vyvine tlak na vládu. Vyrazil 12. května 1926 v ranních hodinách a protože se mu nepodařilo setkat s prezidentem, vydal ve 13.30 povel obsadit Varšavu. Generál Rozwadowski, velitel obrany hlavního města, požadoval skrze ultimátum stažení Piłsudského sil do 18.30. Poté vládní síly zaútočily na maršálovy jednotky. Dne 14. května se odehrály rozhodující boje. Celkem 379 osob bylo zabito a Piłsudski zvítězil – sice se značnou podporou veřejnosti, leč proti právu. Vláda podala demisi a prezident Wojciechowski složil svůj úřad. Maršál Sejmu Rataj jmenoval vládu Kazimierze Bartela, v které Piłsudski převzal ministerstvo vojenských záležitostí a post generálního inspektora ozbrojených sil. Dne 31. května byl Piłsudski zvolen prezidentem republiky, ale tuto hodnost nepřijal, a tak Národní shromáždění zvolilo prezidentem jeho chráněnce Ignacyho Moścického.

## Roky 1926–1935
Po květnovém převratu zavedl Piłsudski autoritativní systém opírající se o armádu a jeho stoupence – zvaný sanace (pol. sanacja; z latiny sanatio – uzdravení). Ve skutečnosti nezměnil zpočátku ústavu, ale značně omezil roli parlamentu. Dne 2. srpna přijal Sejm novelizaci ústavy (srpnová novela – pol. nowela sierpniowa), významně posilující roli prezidenta – mohl vydávat nařízení s mocí zákona a rozpouštět obě komory parlamentu na žádost vlády.
Dne 20. září 1926 navrhl Klub křesťanské demokracie vyslovení nedůvěry dvěma ministrům v Bartelově vládě: Antonimu Sujkowskému a Kazimierzovi Młodzianowskému. Návrh byl přijat – Bartel podal demisi vlády, ale maršál doporučil prezidentovi, aby jmenoval vládu ve stejném složení. To nebylo v rozporu s ustanoveními ústavy, ale protiparlamentní ukázka tohoto kroku byla zřejmá. Další Bartelova vláda však vydržela pouze čtyři dny.

### První vláda Piłsudského

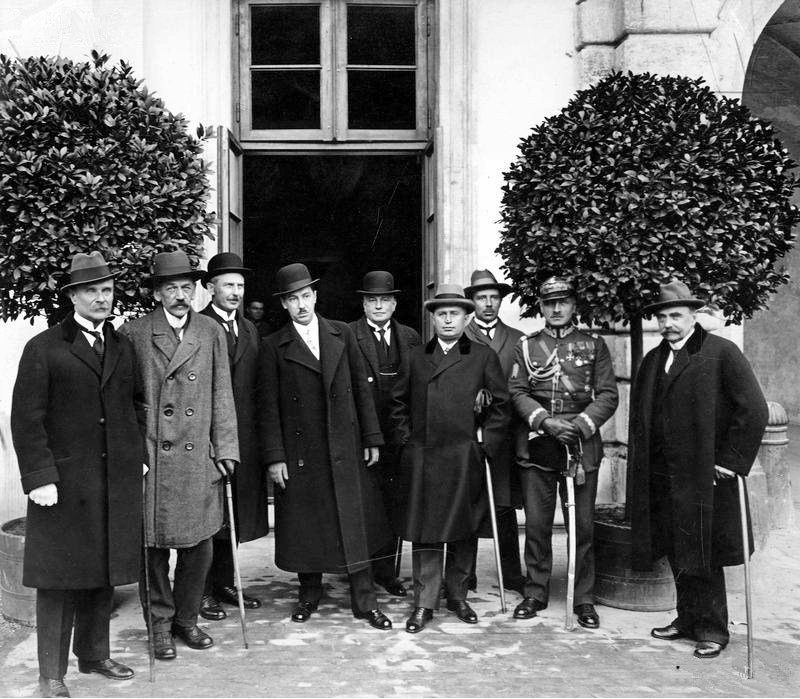
Členové první vlády Józefa Piłsudského po složení přísahy (2. říjen 1926)

Dne 2. října se Józef Piłsudski stal premiérem. K překvapení mnoha politických kruhů, včetně mj. parlamentní levice, se ve složení jeho kabinetu objevili představitelé konzervativního tábora: Aleksander Meysztowicz (ministerstvo spravedlnosti) a Karol Niezabytowski (ministerstvo zemědělství). Šlo o demonstraci maršála, který chtěl ukázat levicovým uskupením, že nebude rukojmím žádné ze stran, dokonce ani těch, které mu daly svou podporu během převratu. Dne 26. října 1926 se na zámku v Něsviži (pol. Nieśwież; běl. Нясвіж; rus. Несвиж) setkal Piłsudski s představiteli polské aristokracie. Tyto aktivity byly součástí boje maršála s politickými stranami a starými strukturami. Sám Piłsudski již v té době nechtěl být, jak napsal:
„členem ani polské pravice, ani polské levice. Nechtěl jsem nikdy patřit k žádnému straně, ani schvalovat vládu stran nad Polskem.“

V době spravování funkce předsedy vlády se Piłsudski zaměřoval především na vojenské záležitosti, považuje armádu za jedinou sílu schopnou ochrany suverenity státu. Mj. aby se vyhnul klientelismu a nepotismu v ozbrojených silách, jmenoval náčelníkem Personálního úřadu Ministerstva vojenských záležitostí plukovníka Bohdana Hulewicze, pocházejícího z pruské armády.
V prosinci roku 1926 se v Litvě udál státní převrat, v jehož důsledku se diktátorem stal Antanas Smetona. Ten začal s represivními akcemi vůči polské menšině, v reakci na to byl uzavřen litevský učitelský seminář na Vilensku. Dne 9. prosince se Józef Piłsudski objevil v Ženevě na zasedání Společnosti národů. Setkal se tam s litevským premiérem Augustinasem Voldemarasem, na kterém si vynutil prohlášení stvrzující mírový stav mezi Polskem a Litvou.
Dne 4. listopadu 1926 vydal prezident Mościcki dekret, ve kterém za nedefinované tiskové přestupky hrozily vysoké pokuty nebo do tří měsíců vězení. Tento akt, nazvaný tiskovým dekretem, však byl zrušen Sejmem a jeho nová verze, vydaná prezidentem v květnu roku 1927, byla mnohem mírnější.

### Volby v roce 1928 a BBWR
Dne 19. ledna 1928 bylo zveřejněno programové prohlášení nového prosanačního uskupení Bezpartijního bloku spolupráce s vládou maršála Józefa Piłsudského (pol. Bezpartyjny Blok Współpracy z Rządem Józefa Piłsudskiego – BBWR). Osoby, které se staly součástí BBWR, i přes různé politické orientace, spojovalo přání posílení státu a chuť udělení podpory Piłsudskému v tvorbě kabinetu a vládnutí. Toto uskupení mělo také vést k parlamentní podpoře pro změnu ústavy.
V parlamentních volbách z 4. března 1928 BBWR zvítězil, získal okolo 25 % hlasů, obdržel 130 mandátů v Sejmu a 46 v Senátu (ze 111). Dne 13. března, během setkání se skupinou poslanců Bloku, popsal Piłsudski své vize dalších vlád, během kterých měl kabinet zaujímat výsadní postavení ve vztahu k parlamentu. Maršál odmítl koncept monopartismu a novou ústavu považoval ještě za vzdálenou budoucnost.
Během prvního zasedání Sejmu, v době předčítání prezidentského projevu maršálem, komunističtí poslanci začali vykřikovat protivládní hesla, za což byli násilím vyvedeni ze sálu policií. Felicjan Sławoj Składkowski popsal tento incident následujícím způsobem:
„Pan Maršál bere z rukou poručíka Zaćwilichowského do trubky stočený akt zahájení Sejmu a vchází do sejmového sálu. Míří směrem k předsednickému křeslu a v hrobovém tichu začíná rozvíjet proklamaci prezidenta republiky (…) Náhle na levé straně Sejmu, mezi prvními a druhými dveřmi vedoucími na chodbu, v zadních řadách nevelká skupina poslanců začíná křičet. ‚Pryč s fašistickou vládou Piłsudského!‘, později, za chvíli bylo opět ticho. Pan Maršál přerušuje rozvíjení papíru a říká směrem ke křičícím komunistům: ‚Pánové, budete vyhozeni ze sálu!‘ Nevím, zda mohli slyšet ta slova, zamumlaná ‚pod vousy‘, ale jejich výkřiky zesílily s o to větší silou. ‚Vyhodit je!‘ – pověděl pan Maršál, otáčeje se ke mně a míře rukou na komunisty. Vyběhl jsem do hlavní haly a křiknul směrem na u šatny stojícího komisaře Jaroszewicze: ‚První oddíl – už!‘ (…) Za chvíli, která se mi zdála dost dlouhá, vpadla do haly desítka policistů bez pušek vedená Jaroszewiczem a policejním komisařem. (…) Mí policisté popadají křičící komunisty, aby je vyvedli ze sálu, ale socialističtí a rolničtí poslanci se už dostali do posledních řad křesel a zastali se komunistů, nedajíce je vyvést. (…) Naštěstí Jaroszewicz v té chvíli vpouští druhou desítku policistů. (…) Komunisty přikazuje odvést na komisariát policistům s puškami, a první oddíl s pistolemi přikazuje mít, pro všechny případy, ještě v pohotovosti.“

Krom toho se maršálem Sejmu nestal Bartel (podporovaný Piłsudským), ale Daszyński z PPS. To znamenalo začátek otevřeného válčení mezi parlamentem a maršálem a jeho stoupenci.
Toto období bylo dobou, během níž se rychle zhoršil zdravotní stav Józefa Piłsudského. V dubnu roku 1928 měl mírný záchvat mrtvice a od té doby měl problémy s manipulací pravou rukou. S největší pravděpodobností byl již tehdy maršál nemocný rakovinou jater. Z důvodu špatného zdravotního stavu podal Piłsudski 27. června 1928 demisi své vlády. Jeho místo předsedy vlády zaujal už počtvrté Kazimierz Bartel. Dne 1. července, hned po rezignaci, poskytl Józef Piłsudski „Hlasu Pravdy“ (pol. Głos Prawdy), ve kterém otevřeně vyhlásil válku Sejmu, užívaje drastických, a dokonce vulgárních, výrazů, nazývaje parlament mj. „sejmem děvek“ nebo „sejmem korupce“. Podle jeho názoru se poslanci zachovali:
 „jak kdyby ta místnost byla šenkem. Když jeden mluví, patnáct mužů chodí po sále, zařizujíce si nějaké soukromé zájmy – čtyřicet mužů si mezi sebou hlasitě povídá, ukazujíce řečníkovi záda – sto mužů si mezi sebou vykládá více či méně neslušné vtípky a prý pouze páni ministři se musí v takovém místě chovat slušně (…)“

Další spor maršála se Sejmem měl svůj původ v tzv. případu Czechowicze. Ministr státní pokladny Gabriel Czechowicz byl obviněn parlamentní opozicí z překročení státního rozpočtu pro rok 1928. Částka, o kterou se jednalo, pocházela z dispozičního fondu premiéra. Byla ale využita BBWR během předvolební kampaně. Sejm odhlasoval žádost o postavení Czechowicze před Státní tribunál (pol. Tribunał Stanu), neodvažuje se však hnát k odpovědnosti samotného Piłsudského.
Maršál vzal celý případ jako provokaci ze strany parlamentu. Odpověděl článkem na stránkách Hlasu pravdy. Byl to jeden z nejostřejších Piłsudského textů – užívaje urážlivých výrazů, napadl v něm osobně především dva poslance: Hermana Liebermana (hlavní tenor v té smradlavé operetě) a Jana Wożnického (zaostalý, lidožrout). Mimo to maršál vystoupil na zasedání Státního tribunálu, bera na sebe všechna pochybení, a úplně tak zdiskreditoval březnovou ústavu. V důsledku Tribunál vrátil případ do Sejmu.
Dne 14. dubna byla vytvořena nová vláda, v jejímž čele stanul Kazimierz Świtalski. Byla nazývána vládou plukovníků – bývalých vojáků oddaných maršálovi, zastávajících silové řešení problémů s opozicí. Piłsudského do ní přesvědčovali zvláště Świtalski, Sławek a Prystor. Na konci června se s maršálem setkal Daszyński, který navrhl utvoření koalice BBWR, PPS a PSL „Wyzwolenie“ (pol. Polske Stronnictwo Ludowe „Wyzwolenie“; čes. Polská lidová strana „Osvobození“). Piłsudski ale tuto nabídku odmítl. Ve výsledku tak v polovině září roku 1929 došlo ke vzniku Centrolewu (čes. Středolevý) – bloku šesti parlamentních uskupení oponujících sanaci.
Dne 30. října 1929 se mělo konat ustavující zasedání Sejmu. Premiér Świtalski, který měl stát v čele tohoto zasedání, ale byl zaneprázdněn, kvůli čemuž ho měl zastoupit Piłsudski. V předsálí Sejmu se objevila skupina důstojníků, čekajících na příchod maršála. Poslanci si mysleli, že vojáci byli vysláni Piłsudským za účelem zatčení členů parlamentu. Z toho důvodu maršál Sejmu Daszyński odmítl započít zasedání. Ostrá rozmluva mezi Piłsudským a Daszyńským:
Maršál Piłsudski: „Tak, prosím vás, abyste držel jazyk za zuby (udeření rukou o stůl), a ptám se, zda máte v úmyslu započít zasedání?“

Maršál Daszyński: „Pod bajonety, pistolemi a šavlemi nezapočnu.“
Maršál Piłsudski: „To je vaše poslední slovo?“
Maršál Daszyński: „Ano, je.“
Maršál Piłsudski: „To je vaše poslední slovo?“
Maršál Daszyński: „Ano, je.“

Maršál Piłsudski se lehce uklání a, nepodávaje ruku, opouští kancelář maršála Daszyńského. Procházeje přes salónek maršála Sejmu, dí hlasitě: „To je hlupák.“

Zasedání nebylo započato, v reakci na to ho prezident Mościcki odročil o měsíc. Konečně se Sejm sešel 5. prosince a konsolidace protisanační opozice dosáhla toho, že bylo odhlasována nedůvěra Świtalského vládě. Funkci převzal již popáté Bartel, a to vedlo k dočasnému zmírnění sanačního režimu proti parlamentu. Byla to ale změna jen zdánlivá – když parlament odhlasoval nedůvěru ministru práce a sociální péče Aleksandru Prystorovi, Piłsudski se vrátil k otevřené válce se Sejmem. Novým premiérem se stal Walery Sławek, který neskrýval názor, že se Sejmem je třeba se vypořádat silou.

### Druhá vláda Piłsudského

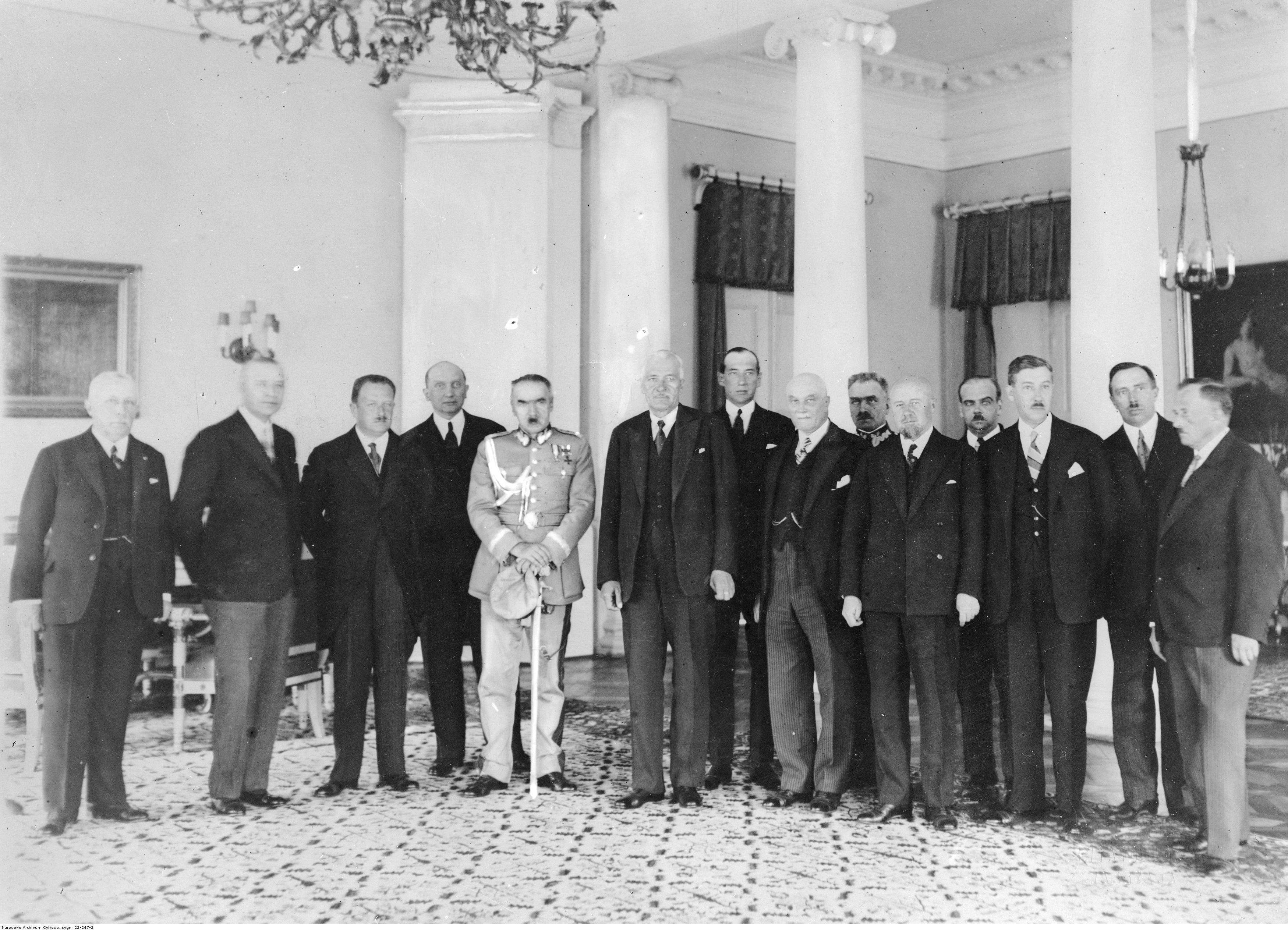
Skupinová fotografie ministrů druhé vlády Józefa Piłsudského po složení přísahy (25. srpen 1930)

Dne 30. června 1930 se v Krakově konal „Kongres obrany práva a svobody lidu“ (pol. Kongres Obrony Prawa i Wolności Ludu), zorganizovaným Centrolewem. Usnesení účastníků Kongresu hovořilo o nutnosti ukončení diktatury Józefa Piłsudského a odvolání Ignacyho Moścického z funkce prezidenta, přičemž vystřídat ho mohl právě maršál. Navrženo bylo také vytvoření demokratické vlády, těšící se široké podpoře. Dne 14. září Centrolew plánoval podniknout přes 20 protisanačních demonstrací. Reakcí na tento záměr byla demise Sławkovy vlády 23. srpna – Sławkovo místo zaujal sám Józef Piłsudski.
Maršál pokračoval ve výjimečné ostré a místy vulgární kritice parlamentu na stránkách Gazety Polskej (čes. Polské noviny):
„Poslanec, to jest ničemné stvoření v Polsku, které si libuje v činnosti natolik ponižující sejm, instituce, stejně jako i sebe samého jakožto poslance, že opakuji – celá práce v sejmu smrdí a kazí všude ovzduší.“

Tentokrát se však netajil s tím, že se nezastaví před narušením tělesné nedotknutelnosti poslanců:
„Ústava zmiňuje pouze nedotknutelnost soudní; vše ostatní, pane poslanče, je dotknutelné!“

Dne 29. srpna 1930 vydal prezident Mościcki na žádost Piłsudského dekret o rozpuštění parlamentu. To znamenalo, že od nabytí účinnosti tohoto dekretu nebyli již poslanci chráněni imunitou.

### „Brestská záležitost“ a volby v roce 1930
Dne 1. září 1930 se s Piłsudským setkal ministr vnitra Felicjan Sławoj Składkowski. Ukázal maršálovi seznam jeho politických odpůrců a Piłsudski vlastnoručně označil na seznamu osoby, které považoval za obzvlášť nebezpečné, a které bylo třeba zatknout a uvěznit v brestské tvrzi. Byli to mj. Wincenty Witos, Norbert Barlicki, Władysław Kiernik, Herman Lieberman, Karol Popiel a později též Wojciech Korfanty. Bez soudního příkazu, pouze na příkaz Składkowského, byli všichni uvězněni. Zadržené osoby byly bity, ponižovány i týrány hladem. Použito bylo i psychické týrání – mj. fingované popravy. Otázka, zda Piłsudski přikázal takové zacházení s vězni, či zdali vůbec věděl, co se odehrává za zdmi brestské pevnosti, zůstává dodnes sporná.
Ve dnech 16. a 23. listopadu 1930 se konaly volby do parlamentu, nazývané „brestskými volbami“. BBWR v nich získal nadpoloviční většinu křesel – 56 % v Sejmu a 69 % v Senátu, což však nebylo dost na změnu ústavy (vyžadována dvoutřetinová většina).
Dne 4. prosince 1930 Piłsudski opět ze zdravotních důvodů rezignoval na úřad předsedy vlády. Jeho místo zaujal Walery Sławek, který byl současně předsedou BBWR. Samotný maršál se odebral na tři a půl měsíce na odpočinek v portugalskou Madeiru. Svou dovolenou ukončil 29. března 1931. Na první schůzi se zástupci nejvyšších státních orgánů Piłsudski prohlásil, že má v plánu omezit své zásahy do záležitostí státu a opět se věnovat tomu, co mu je nejbližší – vojsku. Nařídil také, aby v případě zhoršení mezinárodní situace nahradil Józef Beck Augusta Zaleského na postu ministra zahraničních věcí. Již v této době ustanovil politiku rovnováhy mezi Německem a Sovětským svazem (v roce 1932 byl podepsán polsko-sovětský pakt o neútočení). Plánoval taktéž spolupráci se západními spojenci – Francií a Velkou Británií, jakož i se spřízněnými sousedy – Litvou, Rumunskem a Maďarskem.
Ale nebezpečí ze strany Německa narůstalo, zvláště poté, když byl 30. ledna 1933 Adolf Hitler jmenován říšským kancléřem. Piłsudski si přál provést společně s Francií preventivní úder na Německo v případě, že Hitler neustane v dalším zbrojení. Francie však neměla zájem o takový plán, díky čemuž musel maršál usilovat o dohodu s Německem. Dne 26. ledna 1934 byl podepsán polsko-německý pakt o neútočení, který měl platit deset let.
Dne 15. června 1934 byl ministr vnitra Bronisław Pieracki zavražděn atentátníky z Organizace ukrajinských nacionalistů (ukr. Організа́ція украї́нських націоналі́стів). Z velké míry jako následek právě této události vydal prezident Mościcki 12. července 1934 vyhlášku o vytvoření internačního tábora ve městě Bereza Kartuska (dnes Bjaroza v Bělorusku), v kterém byli bez soudního řízení drženi obzvláště nebezpeční političtí nepřátelé, jakož i mj. ekonomičtí zločinci, proti nimž scházely důkazy viny.

### Dubnová ústava
Již od květnového převratu plánovali členové BBWR pozměnit ústavu takovým způsobem, aby prezident získal co největší pravomoci. Dne 26. ledna 1934 využili ústavní precedent a demonstrativní absenci opozičních poslanců v sálu Sejmu, kdy ústavní teze přednesené Stanisławem Carem byly navzdory nedostatečnému kvóru uznány za novou ústavu a prohlasovány. Piłsudski však utlumil zápal reformátorů a upozornil je, že není spokojený s vnucením nové ústavy za pomoci, jak to sám nazval, triku. Rozhodl o další, klidné práci na ústavě v Senátu.
Dne 23. března 1935 přijal Sejm novou ústavu. Když prezident Ignacy Mościcki ústavu 23. dubna 1935 podepsal, Piłsudskému zbýval necelý měsíc života. Byla plánována pro maršála, ale nejvyšší autorita se nakonec stala údělem Moścického.
„V sanační propagandě bylo vyzdviženo, že dubnová ústava byla posledním státním aktem, který podepsal tehdy již smrtelně nemocný Piłsudski, že je jakýmsi politickým testamentem Maršála, a že je vyjádřením jeho ideologie. Nic z toho nebyla pravda. Piłsudski nejen, že neznal obsah svého údajného politického testamentu, ale dokonce se ani neseznámil s jeho prvními deseti články, které obsahovaly ideologickou kvintesenci ústavy. Tyto záležitosti, kterým kdysi přikládal velkou váhu, ho prostě přestaly zajímat.“

## Smrt
Informace o jeho zdravotním stavu byly oficiálně oznámeny po oslavách Národního dne nezávislosti, 11. listopadu 1934. Během ceremonie Piłsudski omdlel, a proto byla zkrácena oficiální část. Lékař při konzultaci doporučil přivést z Vídně do Polska prof. Karla Wenckebacha. Ten na jaře roku 1935 přiletěl do Varšavy letadlem pilotovaným Jerzym Bajanem. Józefovi Piłsudskému diagnostikoval rakovinu (podle některých studií terciární syfilis).

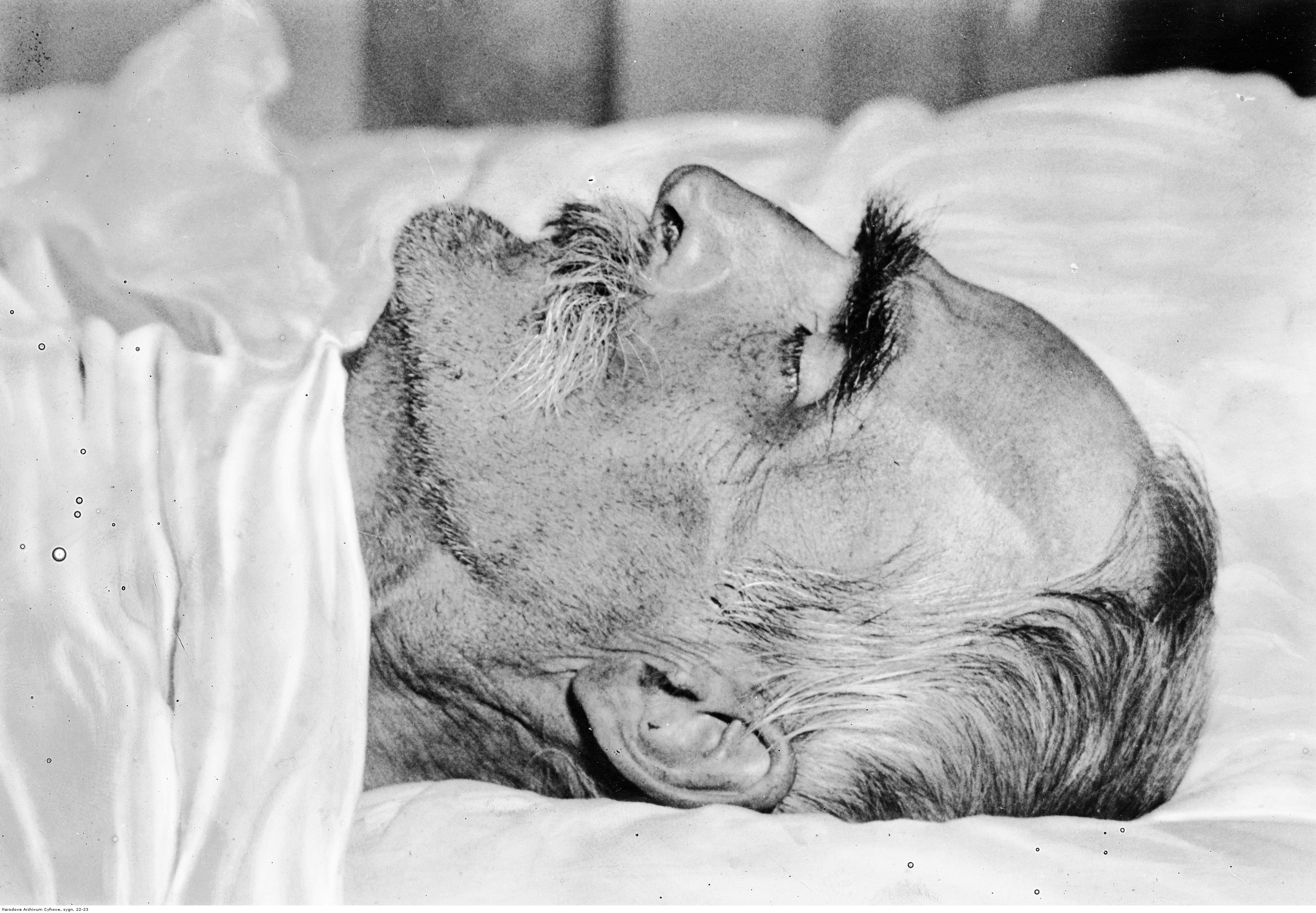
Posmrtná fotografie Piłsudského (12. květen 1935)

Józef Piłsudski zemřel 12. května 1935 ve 20.45 v Belwederu na rakovinu jater (některé materiály mluví o rakovině žaludku s metastázemi do jater) za přítomnosti Władysława Korniłowicze, který měl umírajícímu udělit poslední pomazání, a podplukovníka Dr. Stefana Mozołowského, který sepsal úmrtní list. Onen den byl devátým výročím státního převratu pod jeho taktovkou.
Dne 13. května 1935 byly z jeho těla vyjmuty mozek a srdce. Pitvu maršálova těla a práce na jeho konzervaci a balzamování měli na starosti lékaři major Dr. Wiktor Kaliciński a Dr. Józef Laskowski. Mozek byl zkoumán vědci ve Vilně – po skončení studií mozku byla v omezeném nákladu vydána publikace shrnující první etapu těchto prací (Mozek Józefa Piłsudského; pol. Mózg Józefa Piłsudskiego).

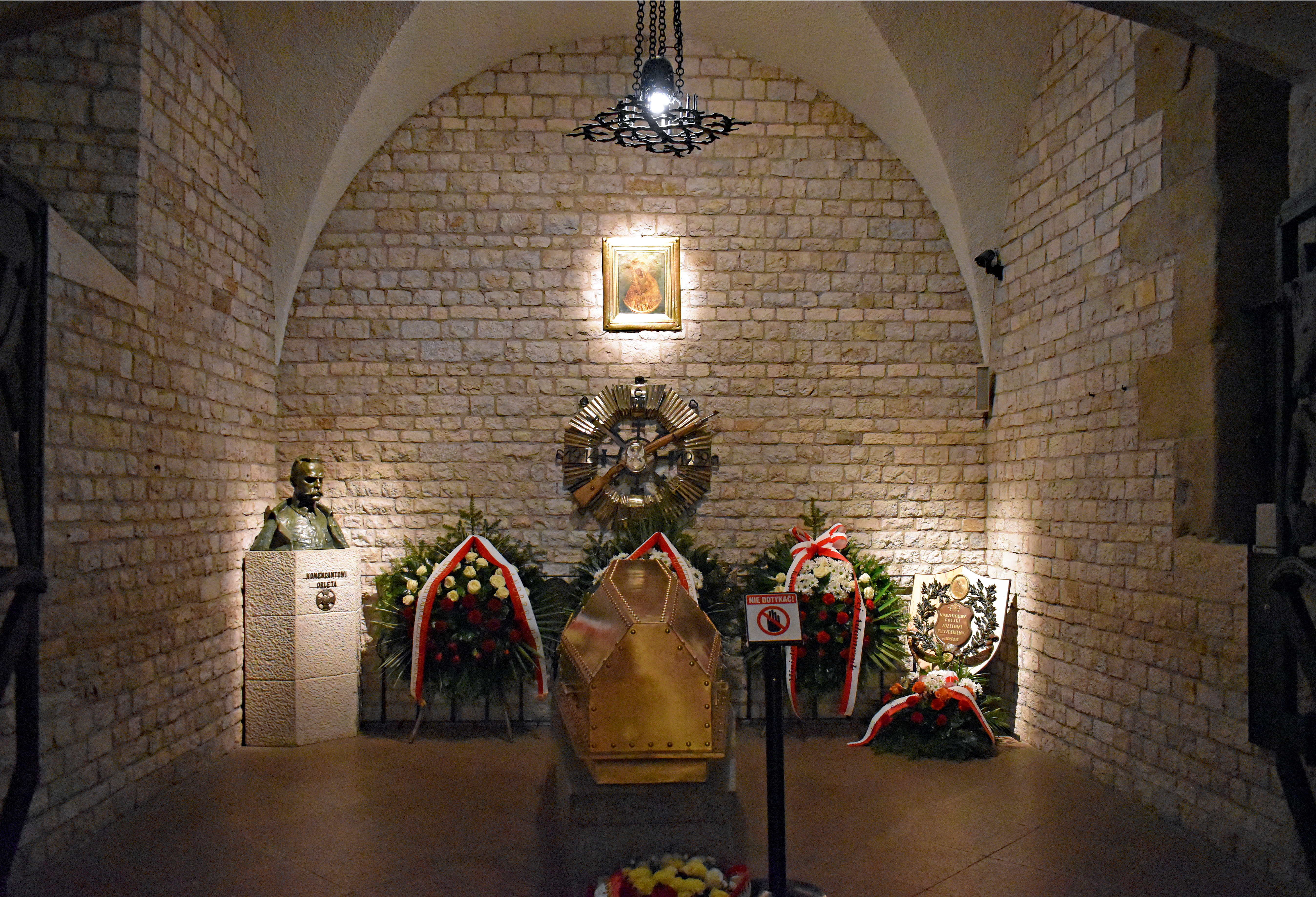
Rakev s tělem Józefa Piłsudského v kryptě Katedrály na Wawelu

Dne 17. května odsloužil kardinál Aleksander Kakowski zádušní mši na jeho počest. 18. května byla za Piłsudského sloužena zádušní mše v berlínské katedrále svaté Hedviky, které se se špičkami svého režimu zúčastnil i Adolf Hitler. Pohřeb Józefa Piłsudského se stal manifestací národní jednoty. Maršálovo tělo bylo uloženo v kryptě sv. Leonarda na Wawelu. Zpočátku však panovaly spory mezi duchovními a světskými orgány o místo odpočinku Piłsudského. Nakonec byla maršálova rakev přenesena 22. června 1937 do krypty pod Věží stříbrných zvonů (pol. Wieża Srebrnych Dzwonów) na příkaz krakovského arcibiskupa Adama Stefana Sapiehy.
Dne 12. května 1936 bylo srdce Piłsudského uloženo do hrobu jeho matky na Rasoském hřbitově (lit. Rasų kapinės; pol. cmentarz Misjonarzy na Rossie) ve Vilně. Náhrobní kámen je vyroben z žuly vytěžené na území polské pohraniční vesnice Bronisławka na Volyni (pol. Wołyń; ukr. Волинь). Opracován byl Bolesławem Sypniewským ve varšavském kamenictví „Sypniewski“ (pol. Zakład kamieniarsko-rzeźbiarski Sypniewski), kde byl i vytesán proslulý nápis na náhrobku „Matka a synovo srdce“ (pol. Matka i serce syna). V mauzoleu Matky a synova srdce na Rasoském hřbitově jsou na černé žulové desce vytesány dle přání Piłsudského citáty z děl Juliusze Słowackého.
Před smrtí Piłsudski uvažoval, kdo po něm převezme vedoucí úlohu v Polsku. Ve svém okolí však nenalezl žádného vhodného nástupce a obával se i moci nejvyšších vojenských velitelů po svém odchodu. Jeho obavy se vyplnily, když po Piłsudského smrti začal boj o moc mezi vojenskými představiteli seskupenými okolo osoby generálního inspektora ozbrojených sil Edwarda Śmigłého-Rydze a vládní stranou, v jejímž čele stál prezident Ignacy Mościcki. Žádný z nich ale neoplýval takovými osobnostními rysy jako Piłsudski, aby dokázal dominovat politické scéně ve stejném rozsahu.

## Kult osobnosti

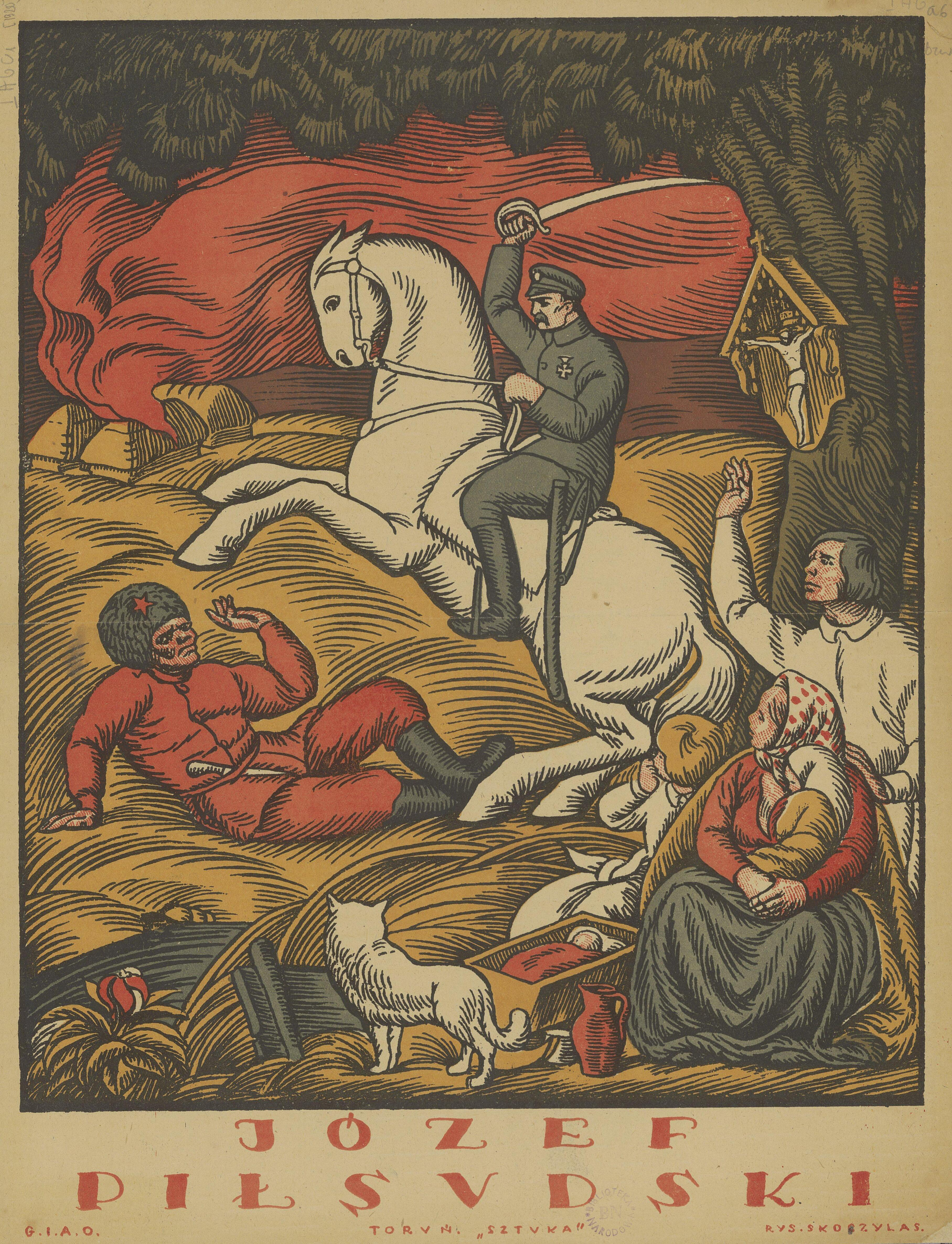
Władysław Skoczylas: Józef Piłsudski (barevná litografie, ca 1920)

Ve dvaceti letech mezi světovými válkami, a také po skončení tohoto historického období Polska, byl okolo osoby prvního maršála Polska budován specifický kult osobnosti. Připisoval Piłsudskému cech geniálního velitele, prominentního stratéga a politika, a především vizionáře.
Již během aktivity v PPS a boje v Legiích se v okolí budoucího maršála vyskytovaly fanaticky mu oddané osoby, přistupující nekriticky k jeho osobě i jeho příkazům. Z tohoto středu pocházela skupina politiků vládnoucích za druhé republiky. Po získání nezávislosti Piłsudského popularita rostla, zvláště po vyhrané polsko-sovětské válce a neschopností následných vlád. Pro své následníky byl tehdy považován za jedinou osobu v Polsku, která je schopna vyvést Polsko z politické a hospodářské krize.
Po květnovém převratu v roce 1926 i zavedení autoritativních vlád se Piłsudského kult stal oficiální státní ideologií, jejíž šíření ještě více narostlo po jeho smrti v roce 1935. Piłsudského portréty tehdy visely na stěnách v institucích a vládních úřadech. Maršál byl hlavním tématem mnoha literárních děl, byl zobrazován na obrazech, byl čestným členem nespočtu organizací, čestným obyvatelem několika desítek měst, jeho jménem byly nazývány instituce, objekty, lodě, letadla atd. Kult osobnosti Piłsudského byl důležitým prvkem vlastenecké výchovy, kterou podstupovali děti a mládež ve školách. V roce 1938 dokonce Sejm schválil speciální zákon, který pod trestem odnětí svobody zakazoval špinění jména Józefa Piłsudského.
Během německé okupace a období Polské lidové republiky (pol. Polska Rzeczpospolita Ludowa) vláda proti kultu Piłsudského bojovala, což však jen vedlo k jeho zesílení.
Za časů Polské lidové republiky navazoval na piłsudčíkovskou tradici především Leszek Moczulski a Konfederace nezávislého Polska (pol. Konfederacja Polski Niepodległej), kteří hlásili étos nezávislosti (filozofii činu) a považovali aktivitu a činnost ve jménu nezávislosti za morální povinnost.
Všechna díla zabývající se Piłsudským byla v roce 1951 zakázána cenzurou v Polsku a byla okamžitě odstraněna z knihoven.

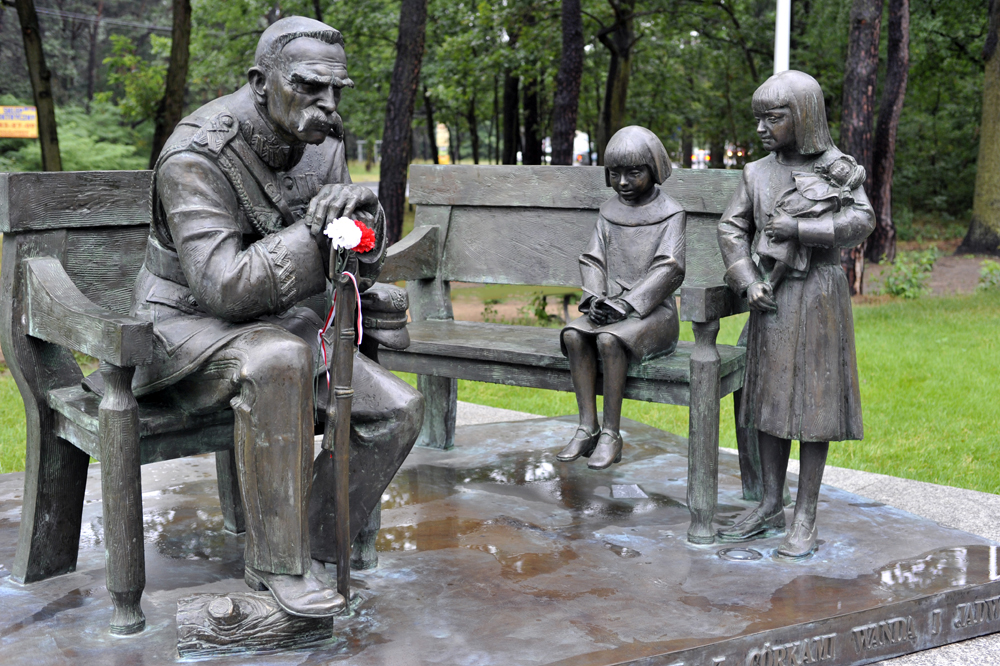
Pomník Piłsudského s jeho dcerami postavený roku 2010 v Sulejówku

Od pádu komunismu v Polsku v roce 1989 je maršál Piłsudski uznáván za jednu z nejvýznačnějších postav v historii země. Je patronem mnoha ulic, náměstí i škol. Po roce 1989 bylo též vztyčeno přes deset jeho pomníků.

## Kontroverze
Józef Piłsudski je postavou, jejíž přínos pro nezávislost Polska je všeobecně uznáván, ale ruku v ruce se s ní váže mnoho kontroverzí. Nejvážnější otázky jsou:
- Záležitost maršálova vyznání a obvinění z instrumentálního zacházení s náboženstvím. Piłsudski se stal protestantem aby se mohl oženit se svou první ženou (Marií Juszkiewiczowou), která byla rozvedená a měla dítě ze svého dřívějšího manželství. Následně se Piłsudski vrátil ke katolicismu, aby se mohl oženit s Aleksandrou Szczerbińskou.[151]
- Panuje spor o to, kdo byl ve skutečnosti autorem úderu z řeky Wieprz během bitvy u Varšavy. Mezi původci tohoto sporu se zmiňují kromě Piłsudského především jména generála Weyganda a generála Rozwadowského.[152][153][154][155]
- Józef Piłsudski byl taktéž obviněn ze spolupráce a špionáže pro Němce v době, kdy válčil po boku Centrálních mocností proti Rusku, a kdy hned po návratu z vězení 11. listopadu 1918 převzal vládu od Regentské rady, která byla jmenována okupantem. Germanofilní sklony byly Piłsudskému připisovány představiteli Národní demokracie, v čele s Romanem Dmowským a později Jędrzejem Giertychem.[156][157]
- Otázka květnového převratu. Piłsudski je obviňován ze snahy o zavedení své diktatury. Otázka vojenského převratu, provedeného v květnu roku 1926, ve kterém zemřelo několik set osob a nikdy nebyly vyvozeny žádné důsledky pro pachatele, je dodnes předmětem kontroverze.[158]
- Vytvoření internačních táborů pro politické oponenty v dnešní Bjaroze a u Brestu.[159]
- Záležitost poslance Jerzyho Zdziechowského. V noci z 30. září na 1. října 1926 byl surově zbit ve svém bytě ve Varšavě. Čin vykonali lidé v uniformách, jejichž totožnost nebyla dodnes potvrzena.[160] Zdziechowski byl v opozici vůči sanační vládě; byl také jedním z hlavních inspirátorů rozpočtových obstrukcí. Mnoho současných publicistů obvinilo (ačkoliv ne bezprostředně) Piłsudského z vydání příkazu k zastrašení Zdziechowského. Oběťmi bití se stali i další kritici sanace: Tadeusz Dołęga-Mostowicz,[161] Jan Dąbski[162] a Adolf Nowaczyński.[163]
- Zmizení generála Włodzimierze Zagórského, obžalovaného v souvislosti s finanční aférou týkající se francouzského kapitálu. Během bitvy u Varšavy byl generál Zagórski náčelník štábu severní fronty Józefa Hallera; jako přímý a kompetentní svědek mohl být oponentem Piłsudského v otázce mytologizace role maršála v bitvě u Varšavy.[164] Po propuštění z vojenského vězení ve Vilně (kde byl od květnového převratu vězněn stejně jako pět dalších generálů, včetně Tadeusze Rozwadowského, aniž by byl obviněn) a po návratu do Varšavy v roce 1927 se stal nezvěstným. Cestu do Varšavy urazil vlakem eskortován důstojníkem a oblečen do jeho postavení nepříslušícího civilního obleku, který mu byl poskytnut při propuštění. Po příjezdu do Varšavy zmizel. Vyšetřování případu ani novinářská pátrání neměla výsledky. Podle vzpomínek Wincentyho Witose byl zavražděn fanatickými následníky Piłsudského a jeho tělo bylo zatěžkáno kameny a hozeno do Visly. Zločin nebyl nikdy prokázán. Taktéž se ukázala podezření, že sám Piłsudski mohl přikázat odstranění generála.[165]
- Smrt generála Tadeusze Rozwadowského, mnohaletého nepřítele Piłsudského. Rozpory mezi nimi vznikly již v prvních dnech nezávislosti, prohloubily je nejasnosti nad autorstvím vítězného plánu „zázraku na Visle“ a završilo je velení vojákům věrným vládě během květnového převratu. Byl jedním z důstojníků uvězněných a nezákonně zadržovaných po jeho nástupu k vládě. Zemřel rok po propuštění z vězení, s mnoha vodítky poukazujícími na otravu.[166]
- Kritika Piłsudského je také vznášena ze strany stoupenců levice, kteří maršálovi vyčítají opuštění socialistických ideálů na úkor konzervatismu (autoritářský styl vlád, dohoda s pravicí, nedostatek socialistických reforem) a pronásledování levice. V období druhé republiky byla oblíbená pronásledování aktivistů Komunistické strany Polska (pol. Komunistyczna Partia Polski) a v období po květnovém převratu se represe dotkly i PPS a částečně rolnických organizací.[167] Poslanci Svazu demokratické levice (pol. Sojusz Lewicy Demokratycznej) a Polské lidové strany (pol. Polske Stronnictwo Ludowe) složili v roce 2009 projekt ústavy odsuzující květnový převrat; poslanci v projektu napsali, že „v důsledku květnového převratu se Polsko ocitlo na pokraji občanské války. Jeho autoři odsoudili na smrt stovky nevinných lidí: vojáků a obyvatel Varšavy. Přikazovali Polákům střílet na Poláky. Vytvořili v Bjaroze tábor pro politické oponenty. Místo aby sloužili národu, rozdělili ho na dva válčící tábory.“[168] Mezi radikálněji orientovanými aktivisty (hlavně nepolskými) se objevují i obvinění z fašismu.[169]

## Vyznamenání a ocenění

### Polsko
- Řád bílé orlice (v roce 1921)[170][171]
- Řád Virtuti Militari, I.,[172] II.,[173] IV.[174] a V. třídy[175]
- Kříž nezávislosti s meči (6. listopadu 1930)[176][177]
- Řád znovuzrozeného Polska, I. a II. třídy[178]
- Kříž za chrabrost (udělen čtyřikrát)
- Zlatý kříž za zásluhy (udělen čtyřikrát; poslední v roce 1931)[179][180]
- Kříž za zásluhy Armády Střední Litvy
- Kříž na slezské stuze za statečnost a zásluhy
- Důstojnický znak „Parasol“ (rok 1912)
- Odznak „Za věrnou službu“ (rok 1916)
- Skautský kříž (rok 1920)[181]
- „Zlatý znak Svazu“ Hlavního svazu požárních stráží[182]
- Kaněvský kříž (rok 1929)[183]
- Odznak „Józef Piłsudski vůdce Polských legií“ (rok 1916)[184]
- Památeční odznak bývalých ideologických vězňů z let 1914–1921 (rok 1928)[185]
- Hvězda vytrvalosti (28. listopadu 1981)

### Zahraničí
- Řád železné koruny III. třídy (Rakousko-Uhersko)[186]
- Československý válečný kříž (Československo)
- Řád bílé růže I. třídy (Finsko)[187][188]
- Velkokříž Řádu čestné legie[189] a Médaille militaire[190][191] (Francie)
- Řád Svatého Jana Jeruzalémského IV. třídy
- Velkokřiž Řádu věže a meče (Portugalsko)[192]
- Řád Michala Vítěze I., II. a III. třídy (Rumunsko)
- Řád sv. Mauricia a sv. Lazara I. třídy (Itálie)

### Čestné doktoráty
- Jagellonská univerzita (28. dubna 1920)[193]
- Univerzita Adama Mickiewicze (10. listopadu 1933)[194]
- Varšavská univerzita (2. května 1921)
- Vilniuská univerzita (září roku 1921)